# Лучистая готика
Лучистый период французской готической архитектуры (фр. Rayonnant, французское произношение: [ʁɛjɔnɑ̃]) заключён между серединой XIII и серединой XIV веков. Он характеризуется уходом от крупных форм высокой готики к большему объёмно-пространственному единству, более утончёнными украшениями и заливающими интерьер светом окнами. Среди характерных черт лучистой готики — большие розы, почти полностью прозрачный верхний ярус нефа, уменьшенные трансепты и более широкие проёмы в нижнем ярусе, объединяющие центральный неф с боковыми. Украшения в интерьере становятся богаче и выплёскиваются на фасады и контрфорсы. Декоративные мотивы заполняют двумерные поверхности повторяющимися орнаментами различного масштаба. Переплёты окон перебираются на глухие стены и щипцы крыш.
Первым крупным представителем стиля является Амьенский собор (1220—1270). Выдающимся образцом являются переделки частей собора Парижской Богоматери, начатые в 1250-е годы, в особенности гигантские Северная и Южная розы. Вершиной позднего лучистого стиля является Сент-Шапель, верхний этаж которой насквозь пронизан светом и представляет собой сплошной витраж.
Из Франции лучистый стиль проник в Англию и адаптировался к таким традиционно английским чертам, как рёберные своды и приставные колонки. Среди важных памятников этого стиля — хоры Ангелов Линкольнского и Эксетерского соборов (начаты до 1280 года), впечатляющие хоры Уэлского собора (также начаты до 1280), хоры св. Августина в Бристоле и Вестминстерское аббатство.
С середины XIV века лучистый стиль замещается ещё более нарядным пламенеющим.

## Этимология
Название стиля происходит от расходящихся лучами спиц окна-розы и введено французскими архитекторами XIX века (особенно Анри Фосийоном и Фердинандом де Ластери), которые классифицировали готику по типам оконных переплётов.

## Региональные особенности

### Лучистый стиль во Франции
Стиль зародился в правление Людовика IX Святого (1229—1270), когда Франция была самой богатой и сильной державой Европы. Людовик был истово верующим и покровительствовал как католической церкви, так и высокому искусству, которое тогда было неотделимо от церкви. В это время основана школа теологов Сорбонна, из которой развился Парижский университет. Крупные церкви в лучистом стиле строили под покровительством короля, а Сент-Шапель выстроена им самим для хранения мощей святых и других реликвий. Генрих III английский был женат на сестре жены Людовика, часто посещал Париж и после 1245 года велел перестроить Вестминстерское аббатство на французский манер. Генрих посетил и освящение Сент-Шапель, после чего в 1258 году восточная половина собора святого Павла в Лондоне была перестроена в похожем виде.

#### Нотр-дам де Амьен
Первым собором в лучистом стиле стал собор Богоматери в Амьене, построенный в 1220—1270. Епископ Эврар де Фуйуа вознамерился построить самый большой собор во Франции: длиной 145 метров, шириной 70 метров, площадью 7700 м², высотой под сводами 42,5 метра. К 1240 году был выстроен неф, с 1241 по 1269 годы возводили хоры. Архитекторами были Робер де Люзарш, Тома и Рено де Кормон, имена которых известны из лабиринта на полу собора.
Наибольшее впечатление производит высота аркады нижнего яруса центрального нефа собора, которая составляет 18 метров, столько же, сколько трифорий и верхний ярус, вместе взятые. Окна верхнего яруса также решены характерно для стиля: в нефе четыре ланцета увенчаны тремя розочками, в трансептах ― восемь ланцетов. Исследование тимпанов в порталах, произведённое в 1992 году, показало наличие следов краски, свидетельствующих о том, что порталы были раскрашены в яркие цвета, и эта окраска имитируется подсветкой по особым случаям.

Амьенский собор
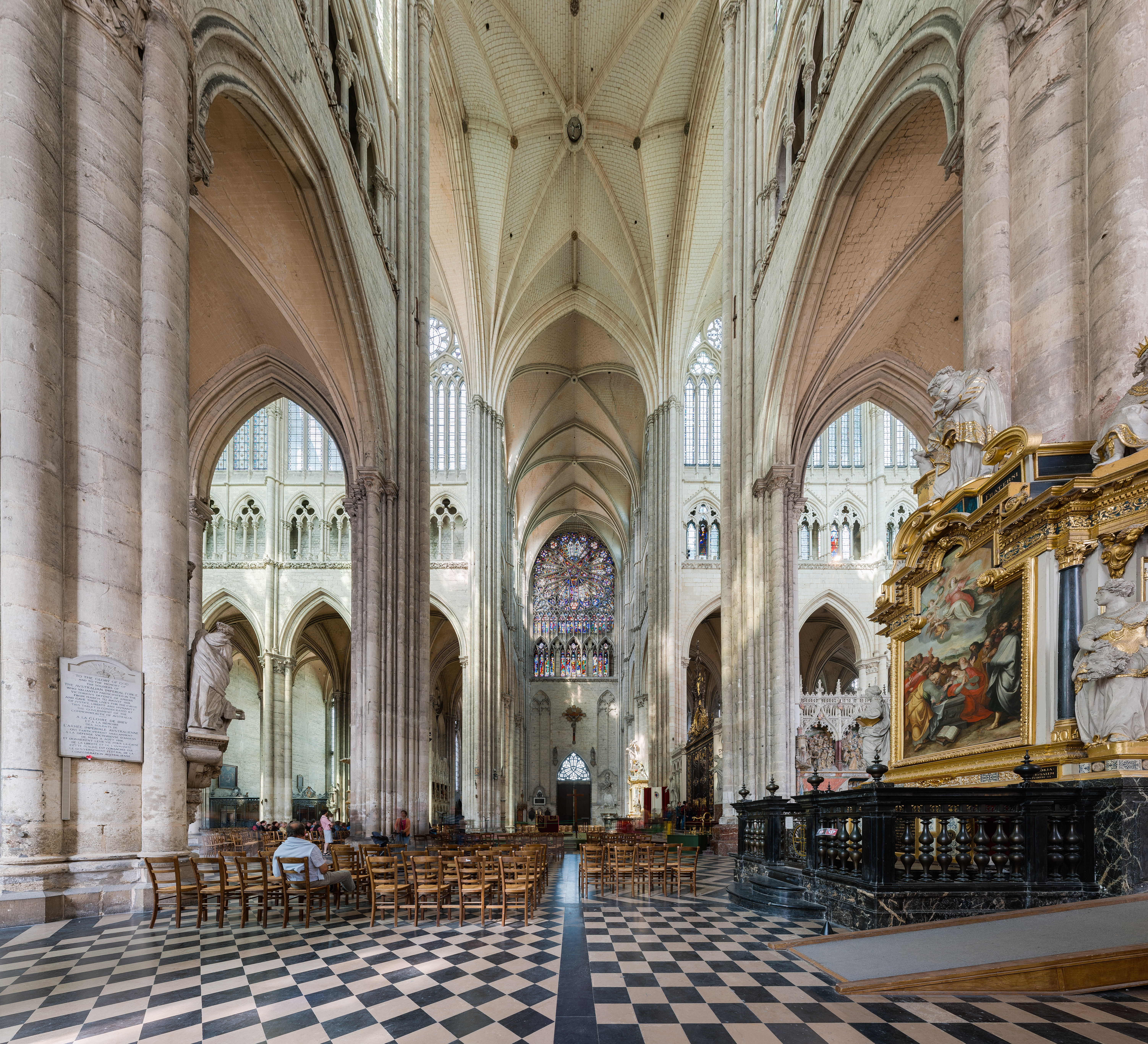
Трансепт (1220–1270), вид к северу
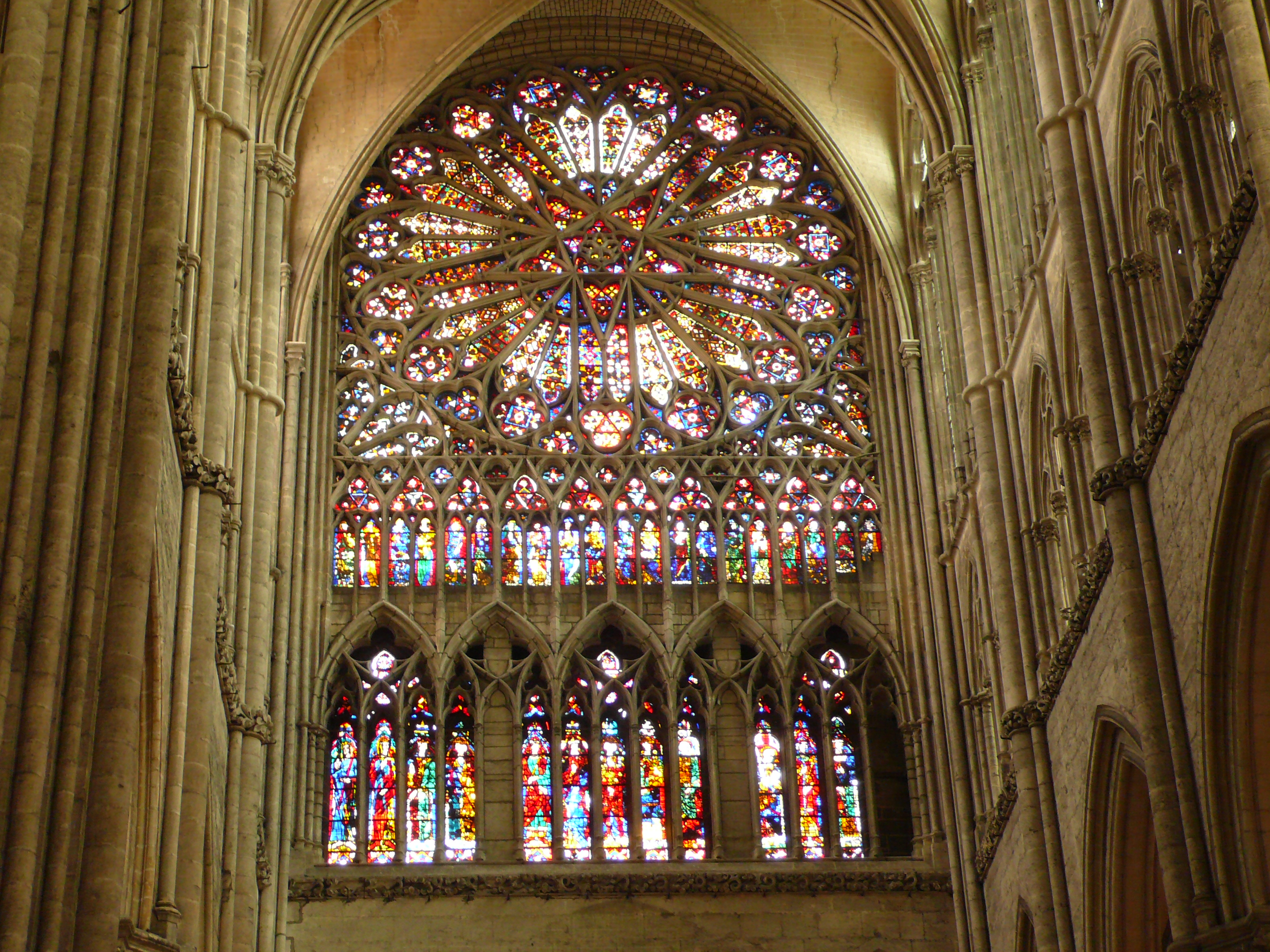
Роза северного трансепта
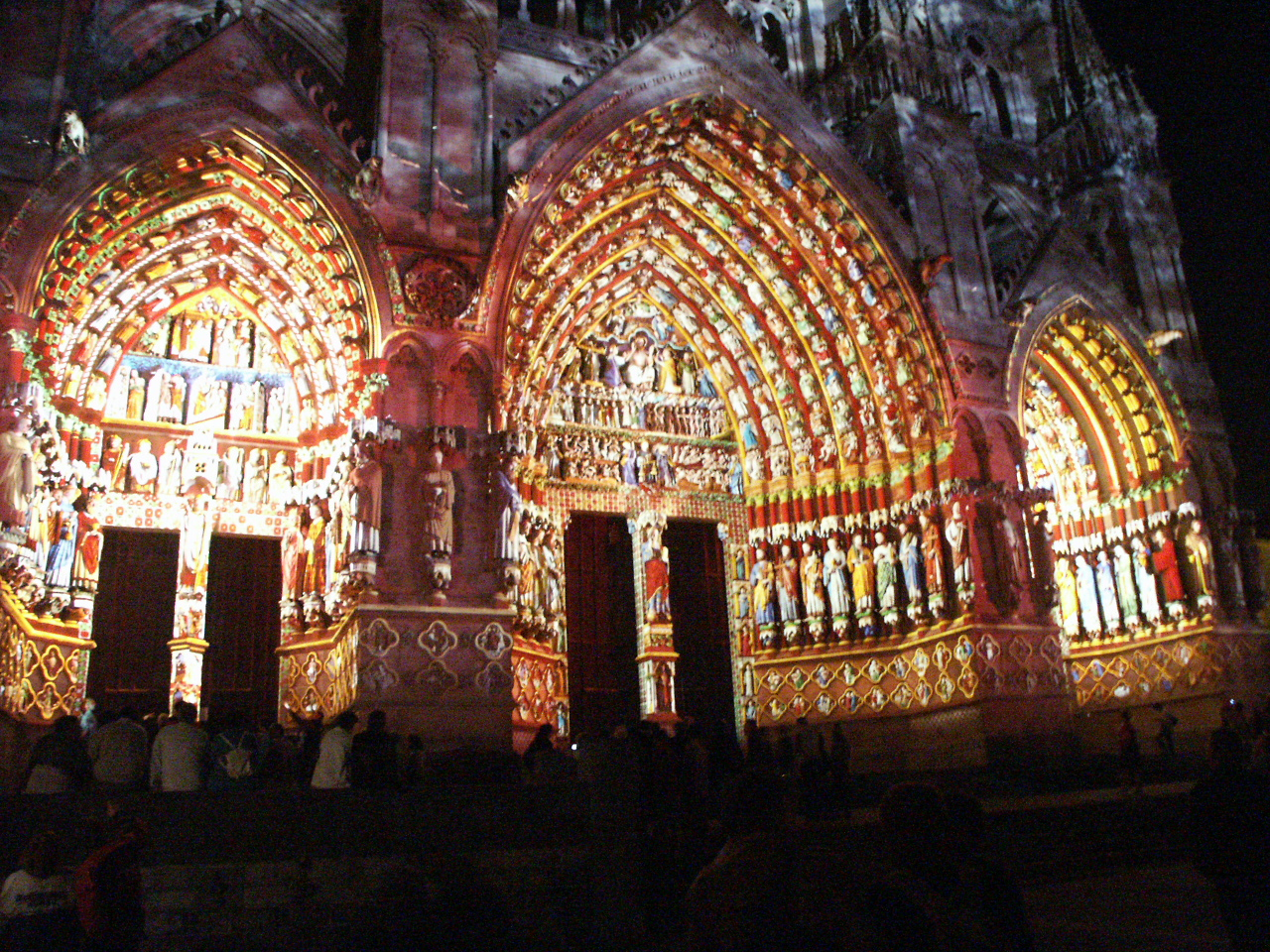
Портал, подсвеченный согласно реконструированной окраске

#### Базилика Сен-Дени и собор Парижской Богоматери
Вскоре после начала строительства в Амьене, в 1231 году, в первом образце готики ― базилике аббатства Сен-Дени ― началась перестройка нефа и трансептов раскрывшая в интерьере огромные пространства (при этом, увы, изменив подчас до неузнаваемости изначальные черты постройки Сугерия). Стены были возведены с большими окнами от нижней аркады до самых сводов главного нефа, и прежде тёмная апсида оказалась залита светом.
Собор Паржиской Богоматери также подвергся переделкам. В 1220―1230 годах прислоненные к стене контрфорсы верхнего яруса заменены отдельно стоящими, с аркбутанами, и устроено 37 новых окон высотой 6 метров, расчленённых на два ланцета, увенчанные розой. Из них сохранилось 25, 12 в нефе и 13 на хорах.
Первая роза Парижской Богоматери построена в 1220-е годы на западном фасаде. Роза в Средние века символизировала Деву Марию. Западная роза относительно небольшая (9,5 м в диаметре) и с толстыми спицами переплёта. Гигантские (около 13 метров в диаметре) Северная и Южная розы построены к 1250 и 1260 году соответственно, переплёты их гораздо изощрённее и тоньше, чем у Западной.

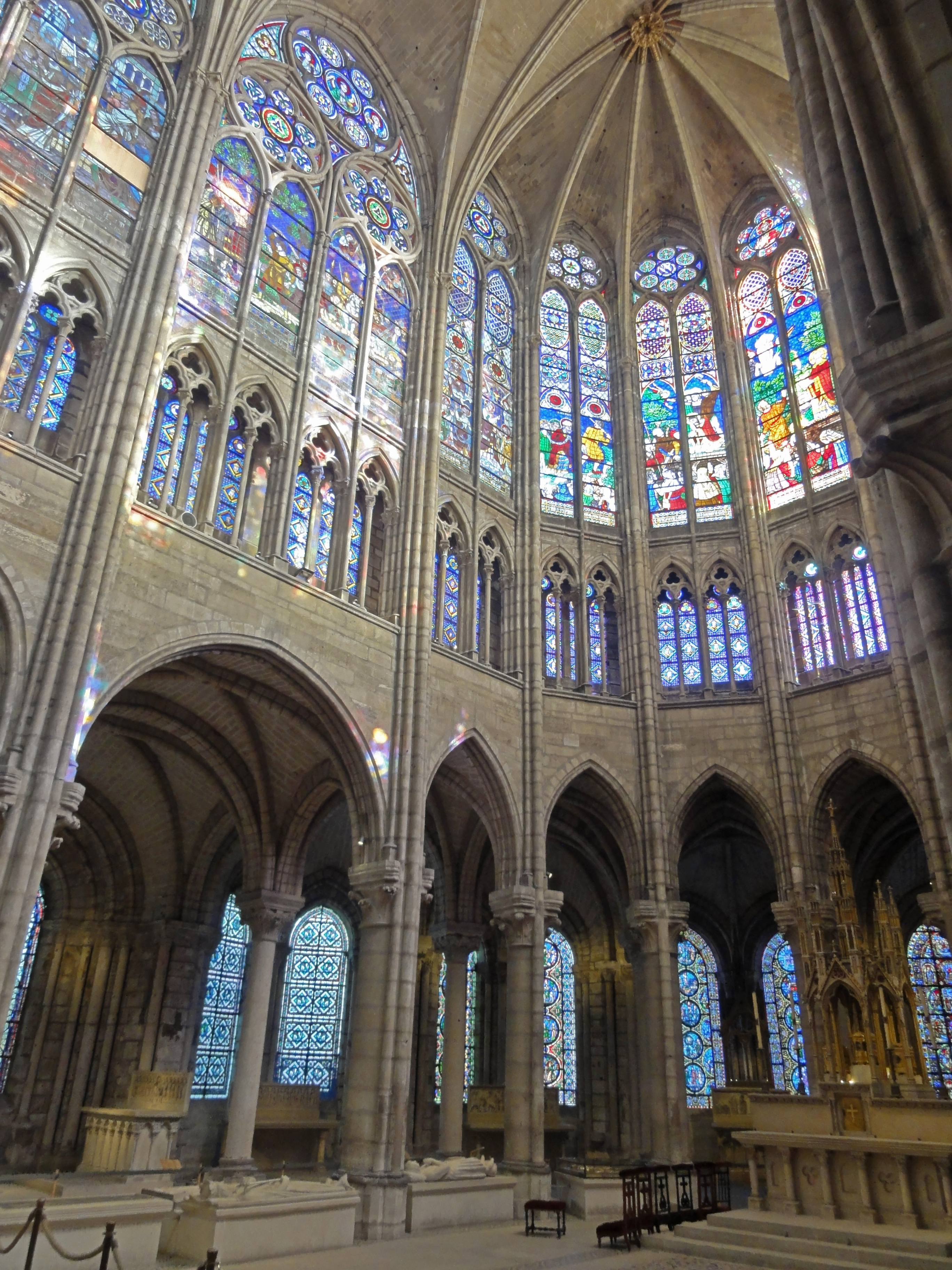
Витражи апсиды Сен-Дени (1230-е)
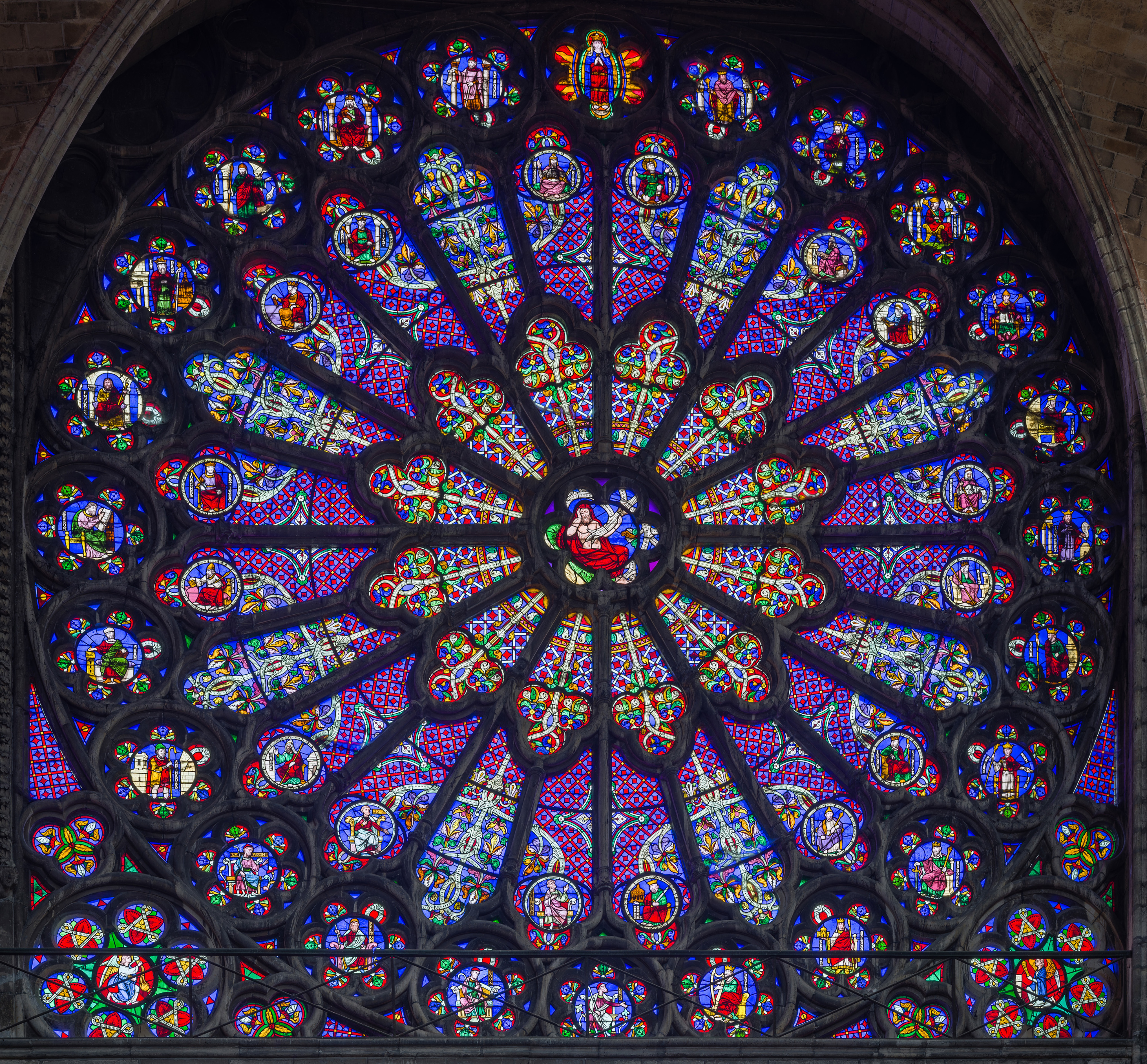
Роза Сен-Дени (после 1231)
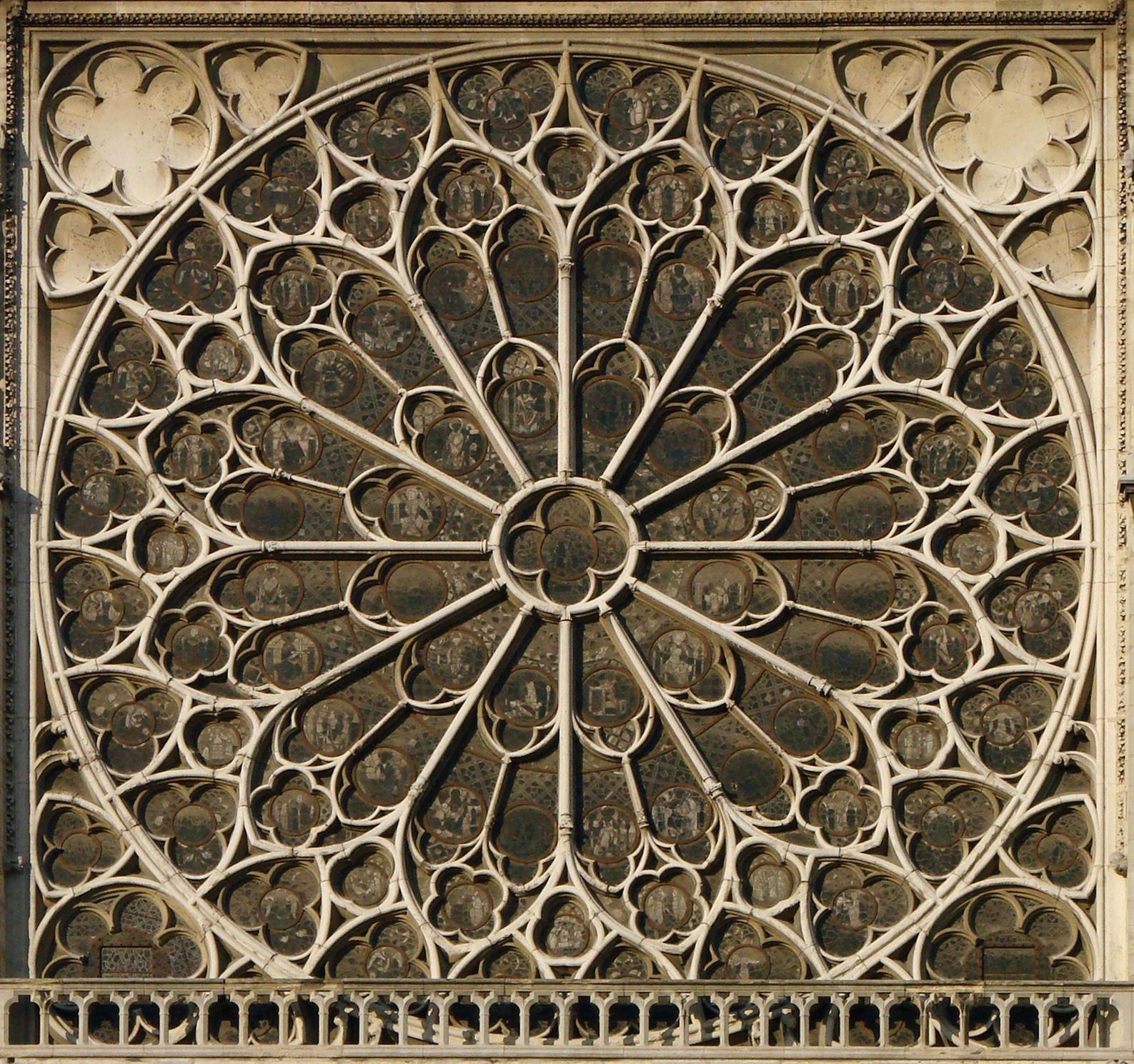
Роза южного фасада собора Парижской Богоматери (ок. 1260)
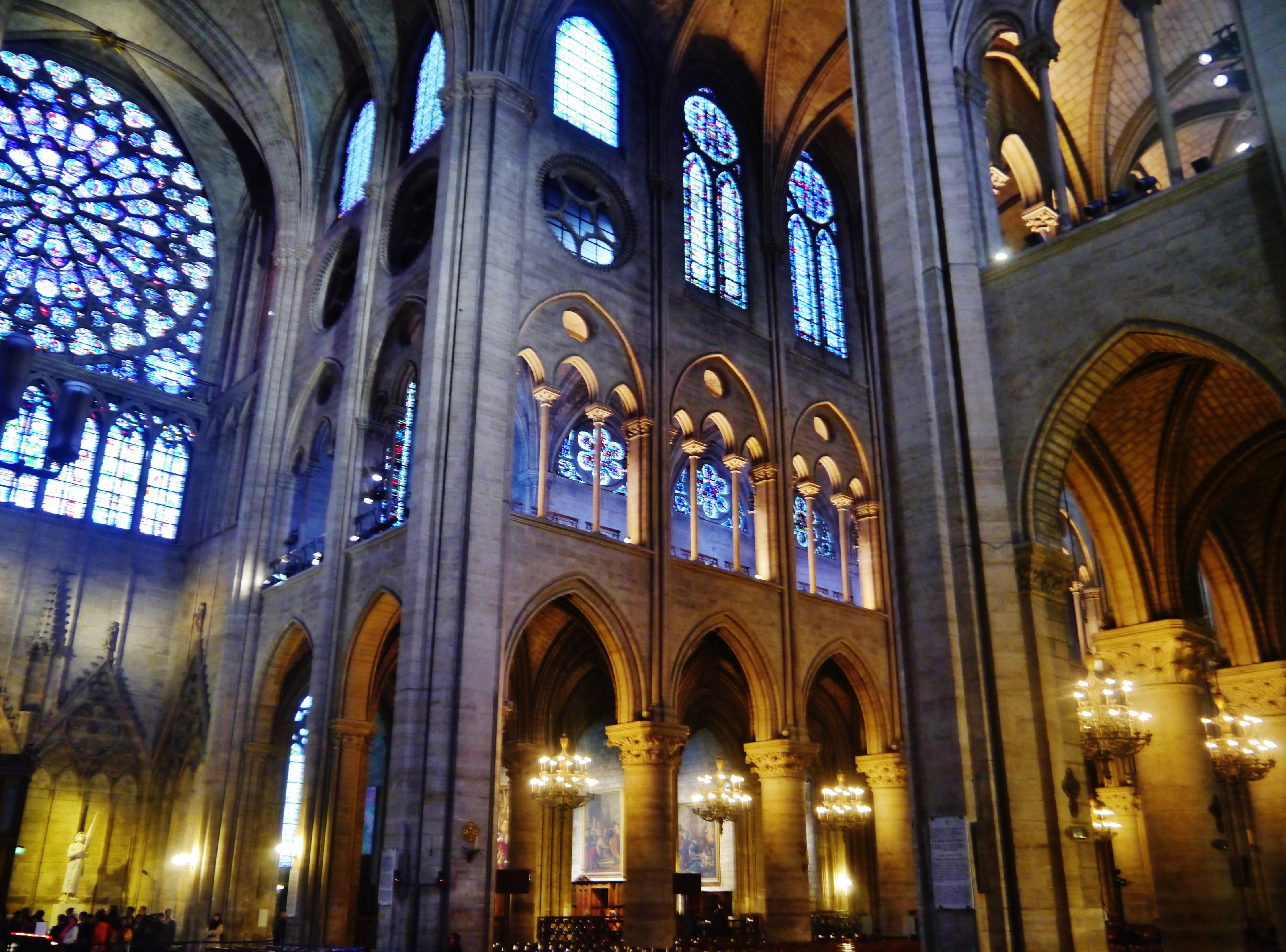
Средокрестие собора Парижской Богоматери (ок. 1260)

#### Ле Ман и Тур
Лучистый стиль, зародившись в Иль-де-Франсе, скоро распространился на другие части французской Нормандии, в том числе и в уже ведущихся постройках. В соборе в Ле-Мане епископ Жоффри де Лудон переделал проект под двухпролётные аркбутаны и окна в новом стиле, в нём же был выполнен венец капелл, окружающих апсиду. На хорах Турского собора, построенных с помощью Людовика IX в 1236—1279 годах наиболее важным нововведением является слияние окон верхнего яруса со сквозным трифорием в почти сплошное витражное полотно, как в Сент-Шапель.

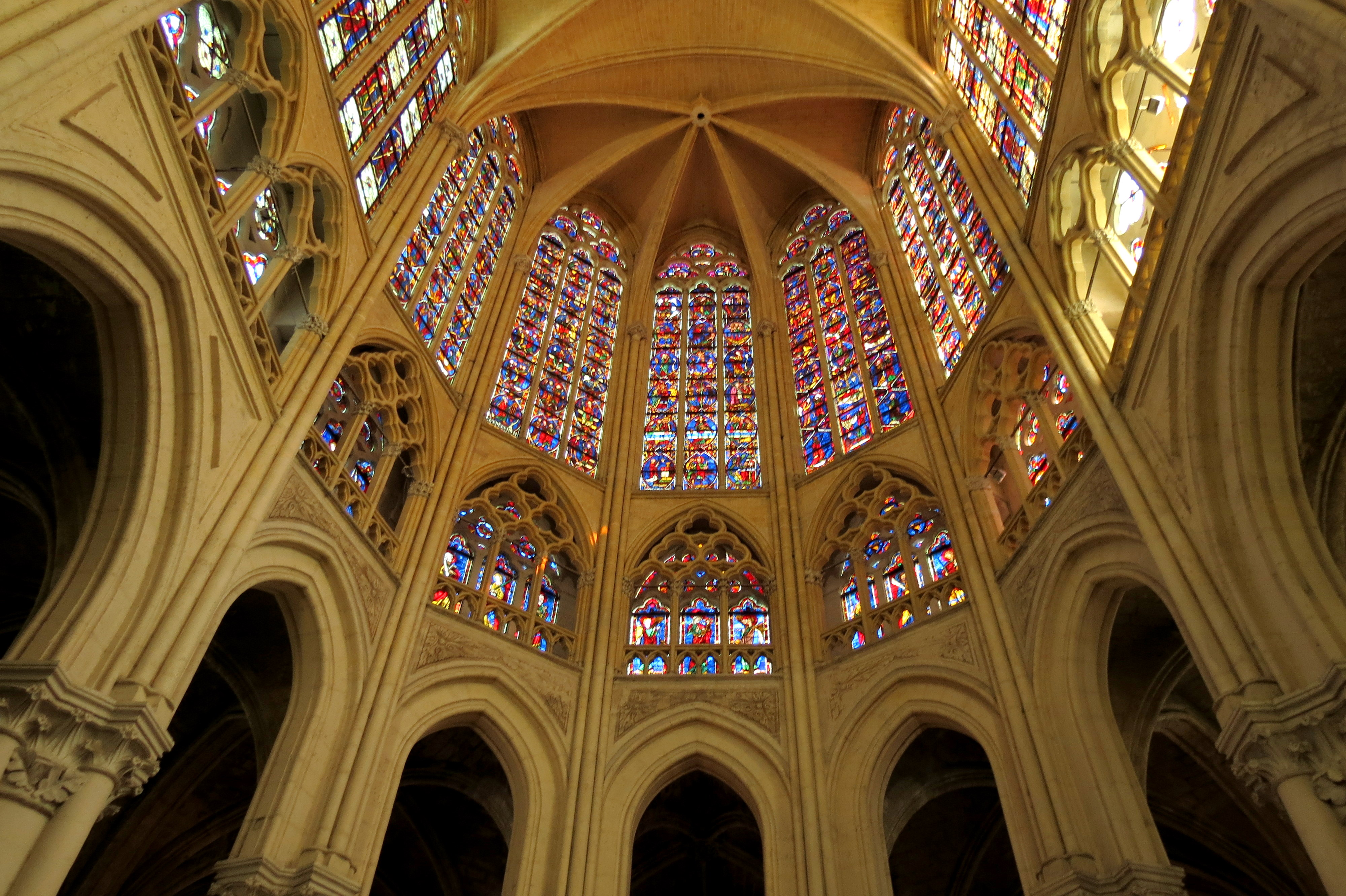
Апсида Турского собора (1236–1279)
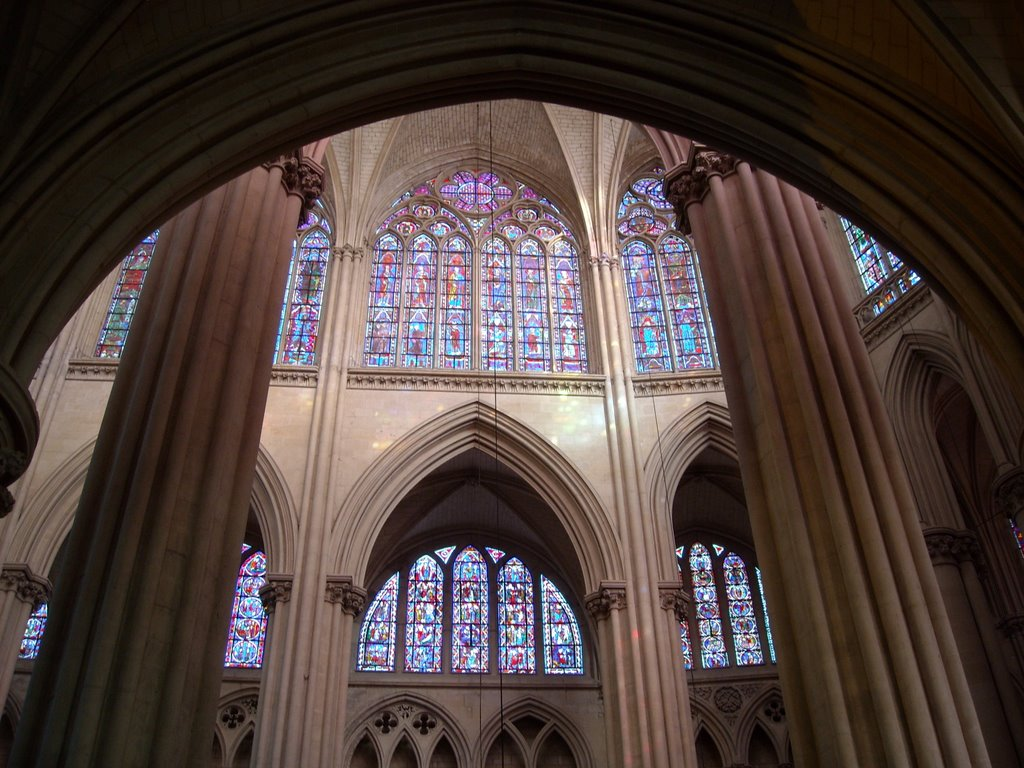
Окна Ле-Манского собора (сер. XIII в.)

#### Сент-Шапель
Часовня Сент-Шапель выстроена Людовиком IX для хранения вывезенных из крестовых походов реликвий, связанных со страстями господними. Она освящена в 1248 году, является вершиной развития лучистого стиля и послужила образцом для капелл в Ахене, Риоме и Венсенском замке. Витражи Сент-Шапель насыщенных цветов, а стены и своды ярко раскрашены и покрыты скульптурой и резьбой.

Сент-Шапель
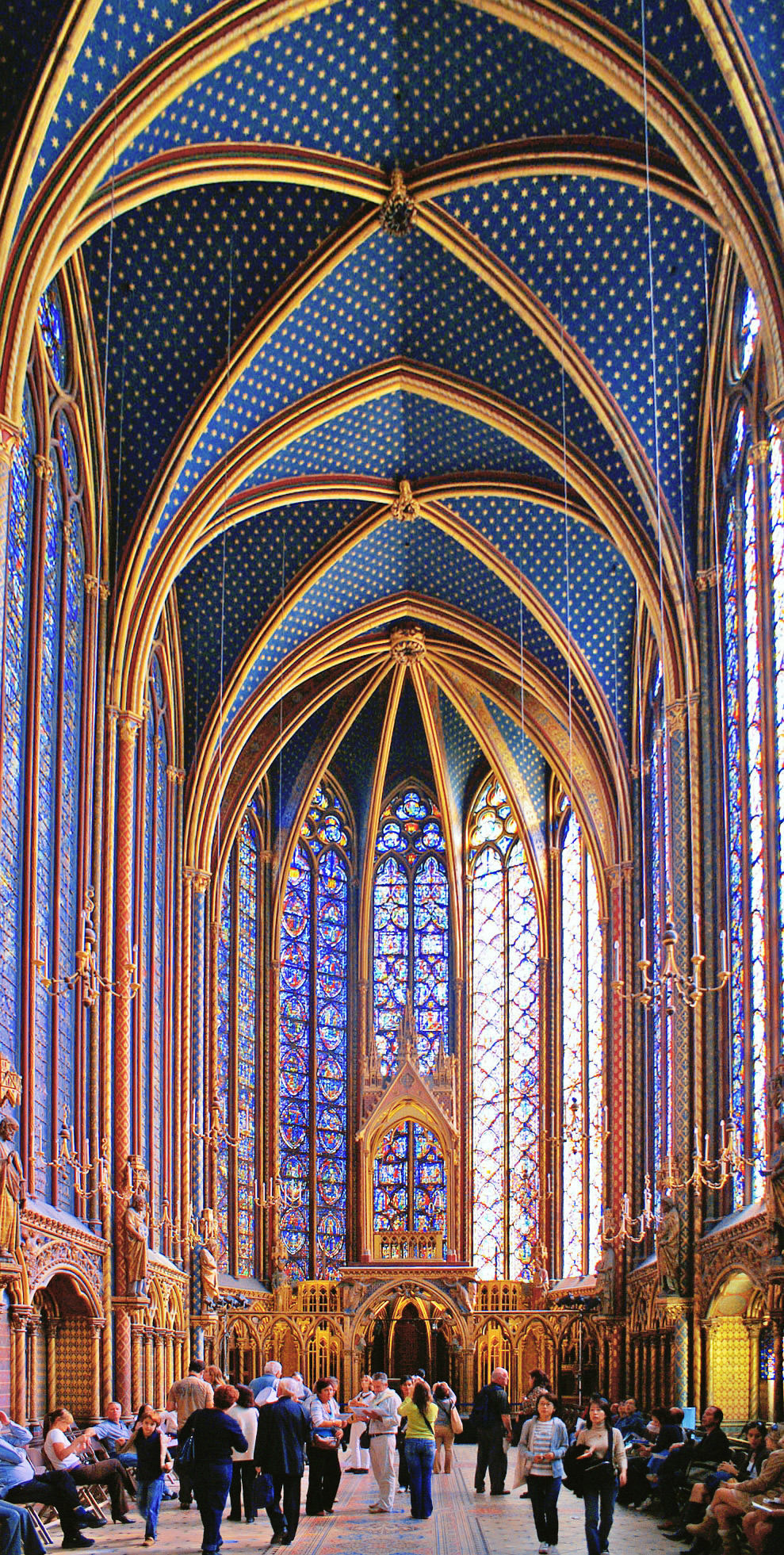
Верхняя часовня (1248)
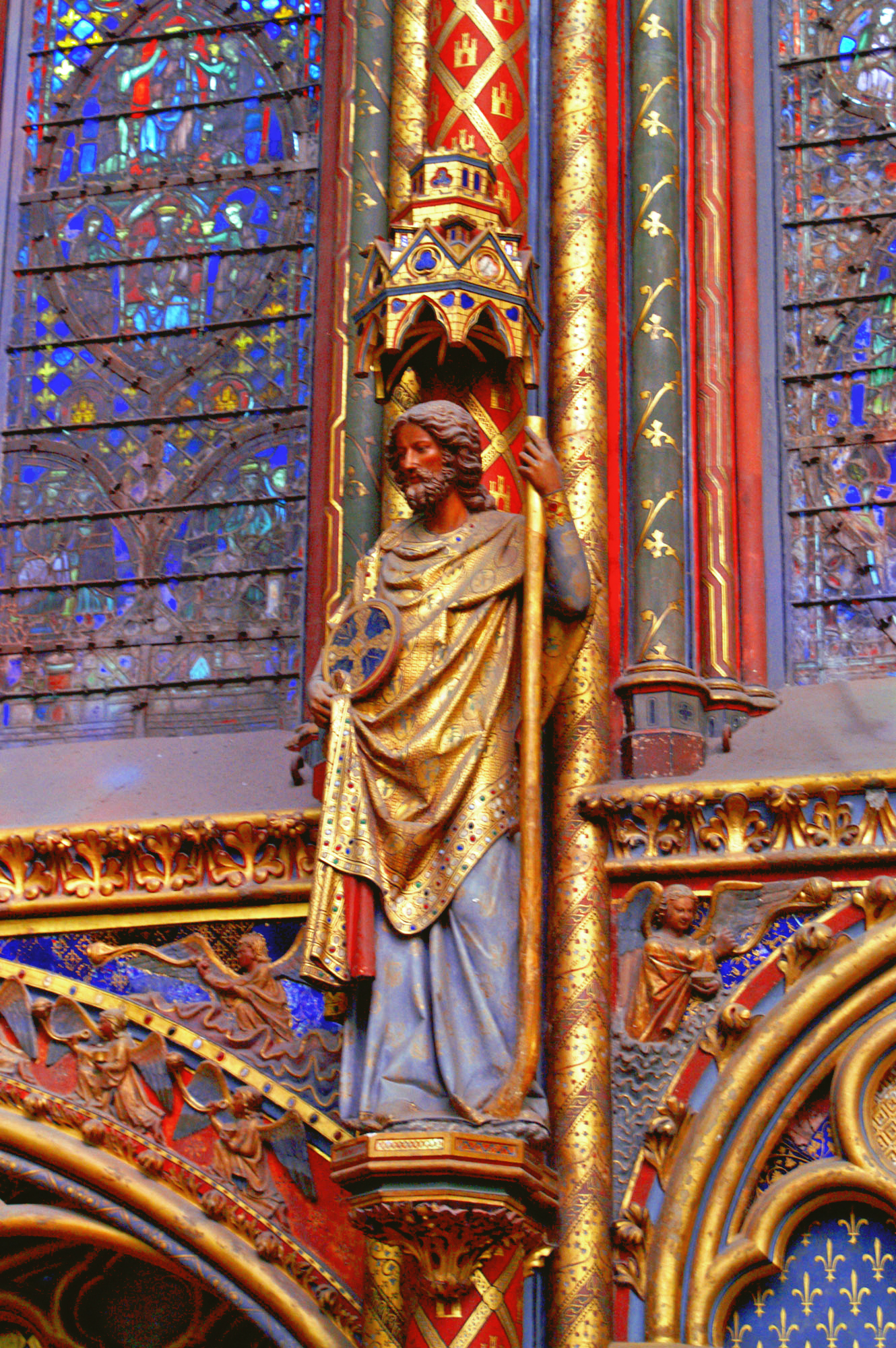
Скульптура

### Декоративный стиль в Англии
В середине XIII века лучистый стиль проник в Англию и уже в XIX веке английскими исследователями назван украшенным или декоративным. В Англии его иногда подразделяют на геометрический (1245—1315 или 1360 гг.), где основой пластики служит прямая линия и дуга окружности, и чуть боле поздний криволинейный (ок. 1290—1350 или 1360) на основе S-образной линии.
В 1245 году Генрих III начал перестройку Вестминстерского аббатства, а в 1248 году посетил освящение Сент-Шапель, после чего в аббатство стали входить элементы нового лучистого стиля. Он же распорядился перестроить хоры собора святого Павла по образу Сент-Шапель. Английский вариант лучистого стиля отличается значительно более богатой резьбой по камню. Новый стиль рапространялся по Англии быстро. В Линкольнском соборе в нём выполнены своды капитулярной залы (1220), роза «Око Настоятеля» (1237), галилейский портик и Хоры Ангелов (1256—1280). Среди других образцов лучистого стиля в Англии — Эксетерский собор (начат до 1280), хоры св. Августина в Бристольском соборе и необычные ретрохоры Уэлского собора. Французские мотивы соединены в них с типично английскими приставными колонками и богато украшенными рёбрами на сводах.
В XIV веке в английских соборах распространились гризайлевые витражи, какие можно видеть, например, в окнах нефа Йоркского собора (1300-38) в окружении цветных стёкол. Такие монохромные росписи по стеклу пропускали больше света.

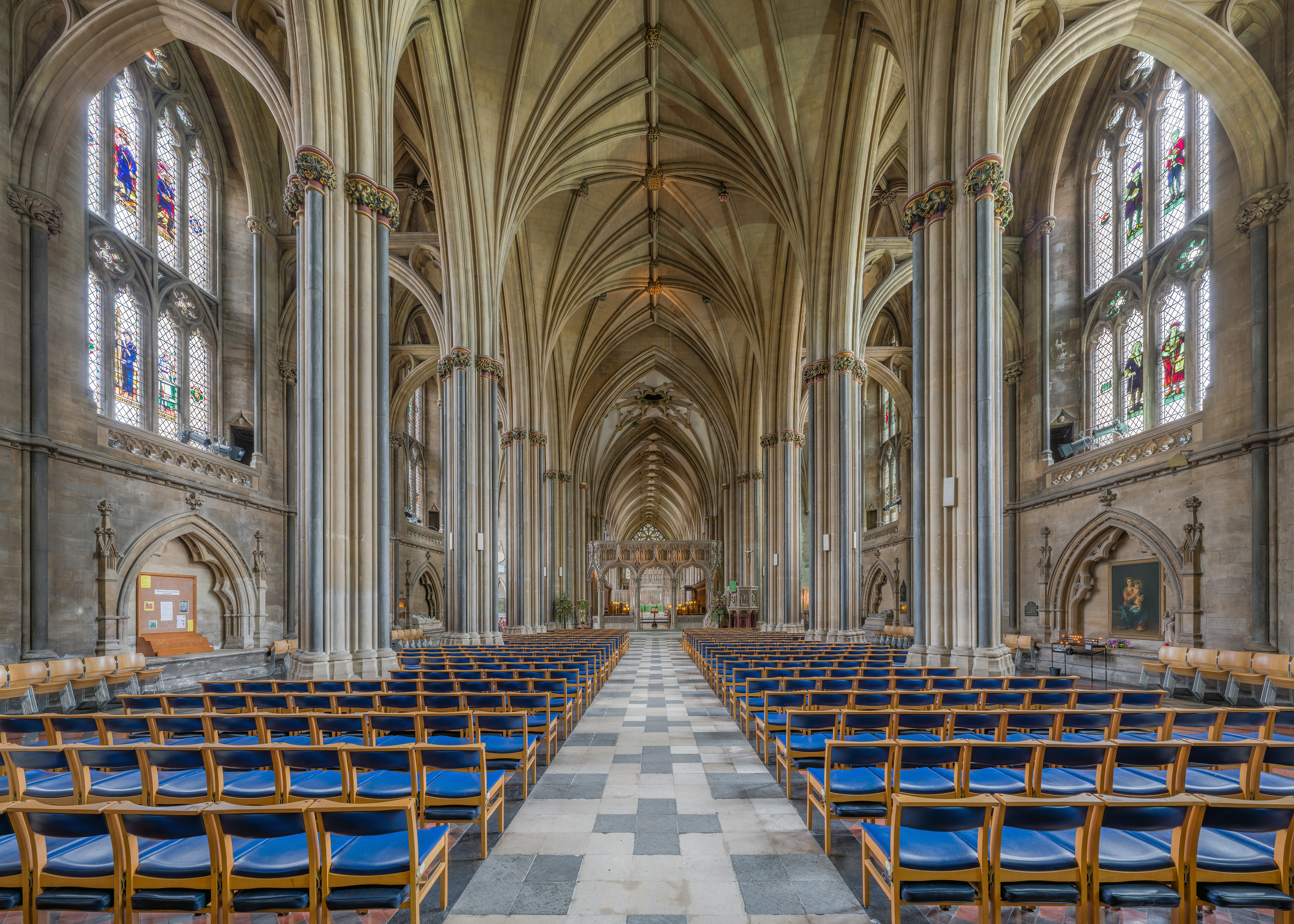
Своды нефа Бристольского собора (новодел в стиле XIII—XIV вв.)
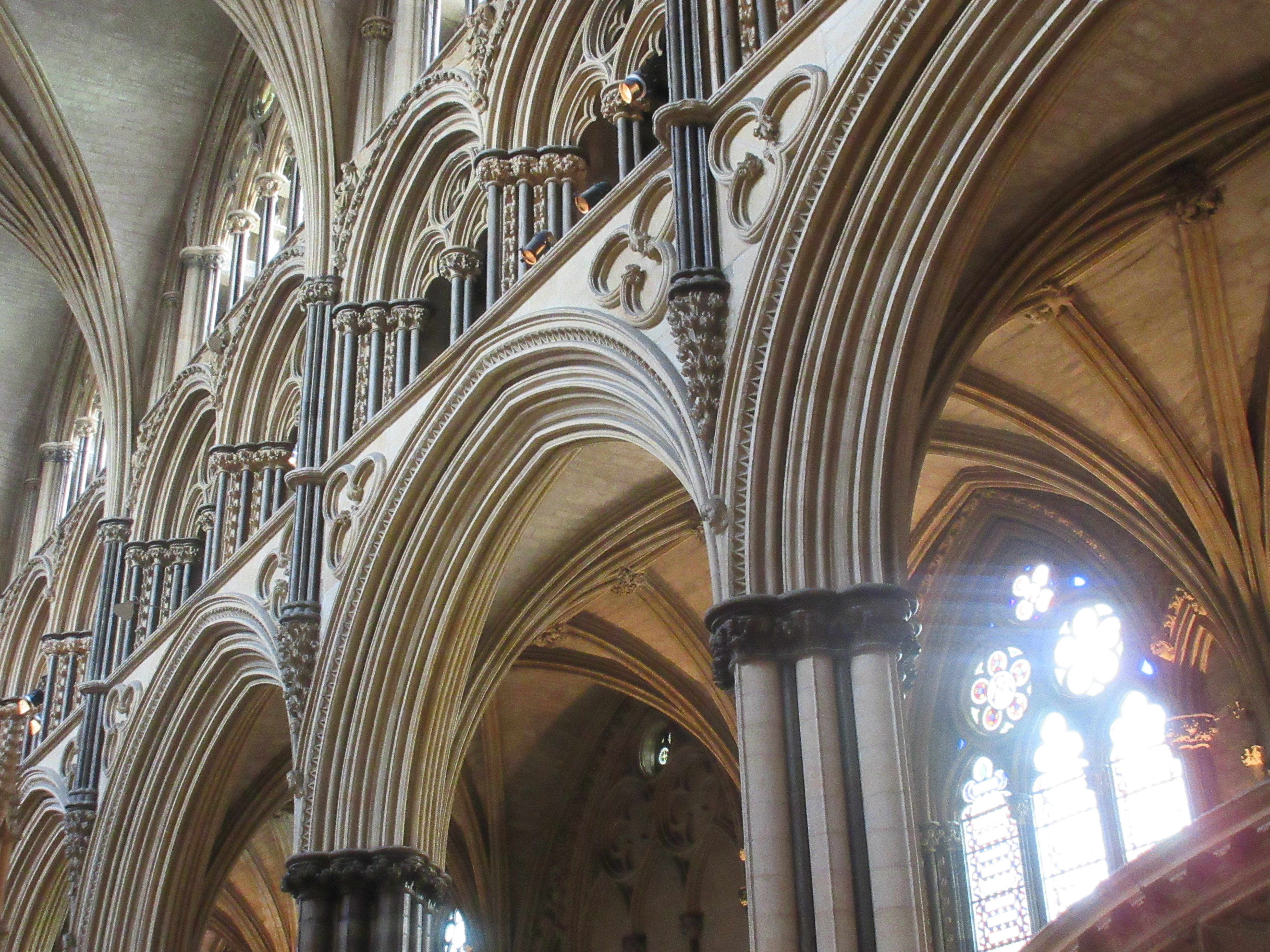
Хоры Ангелов Линкольнского собора (1256–1280)
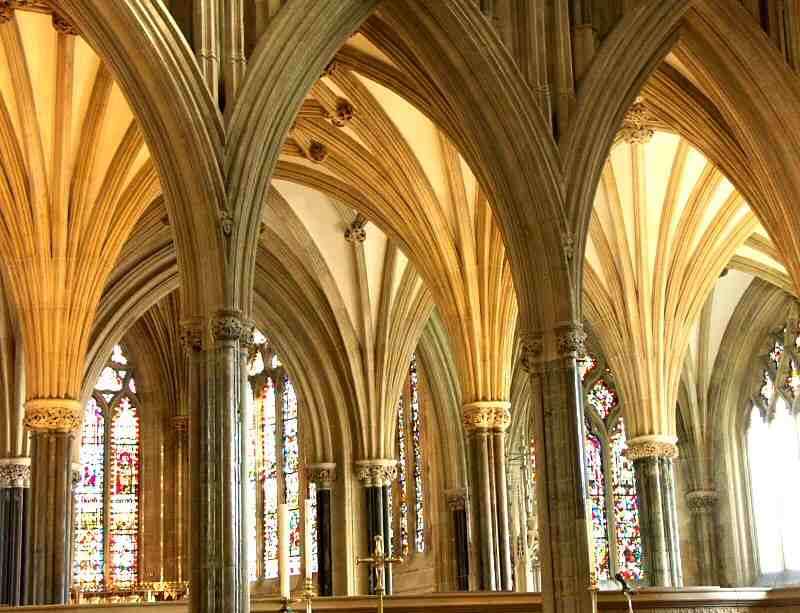
Ретрохор Уэлского собора (1329–1345)
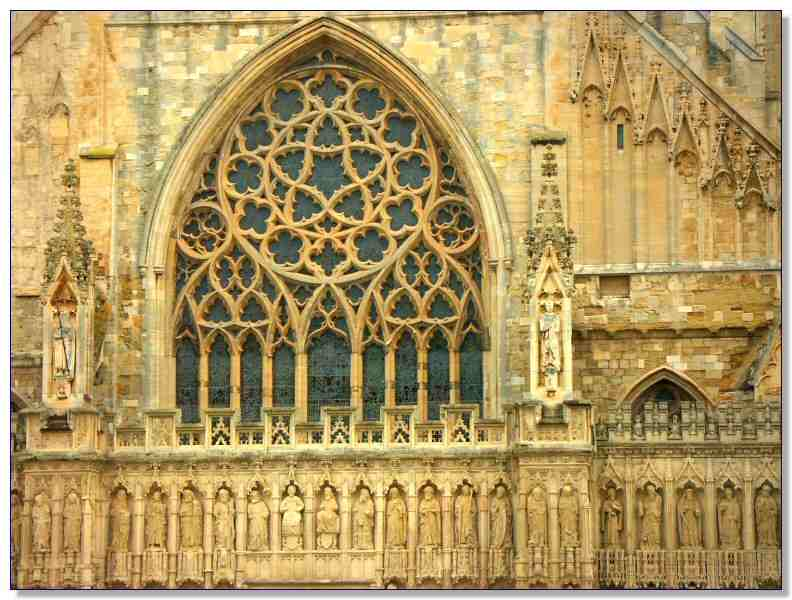
Окно Эксетерского собора (после 1258)
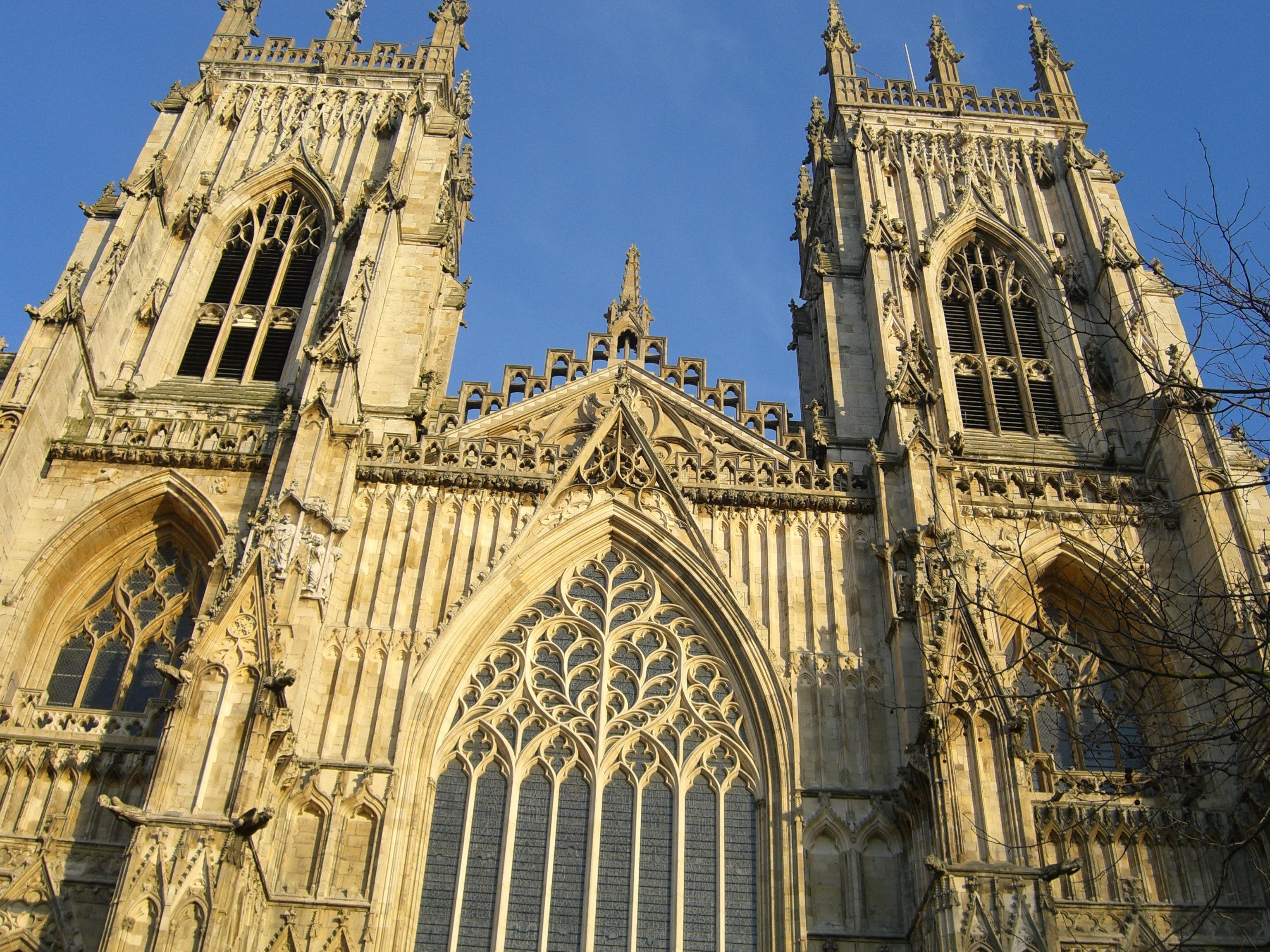
Большое Западное окно Йоркского собора («Сердце Йоркшира», 1338–39)
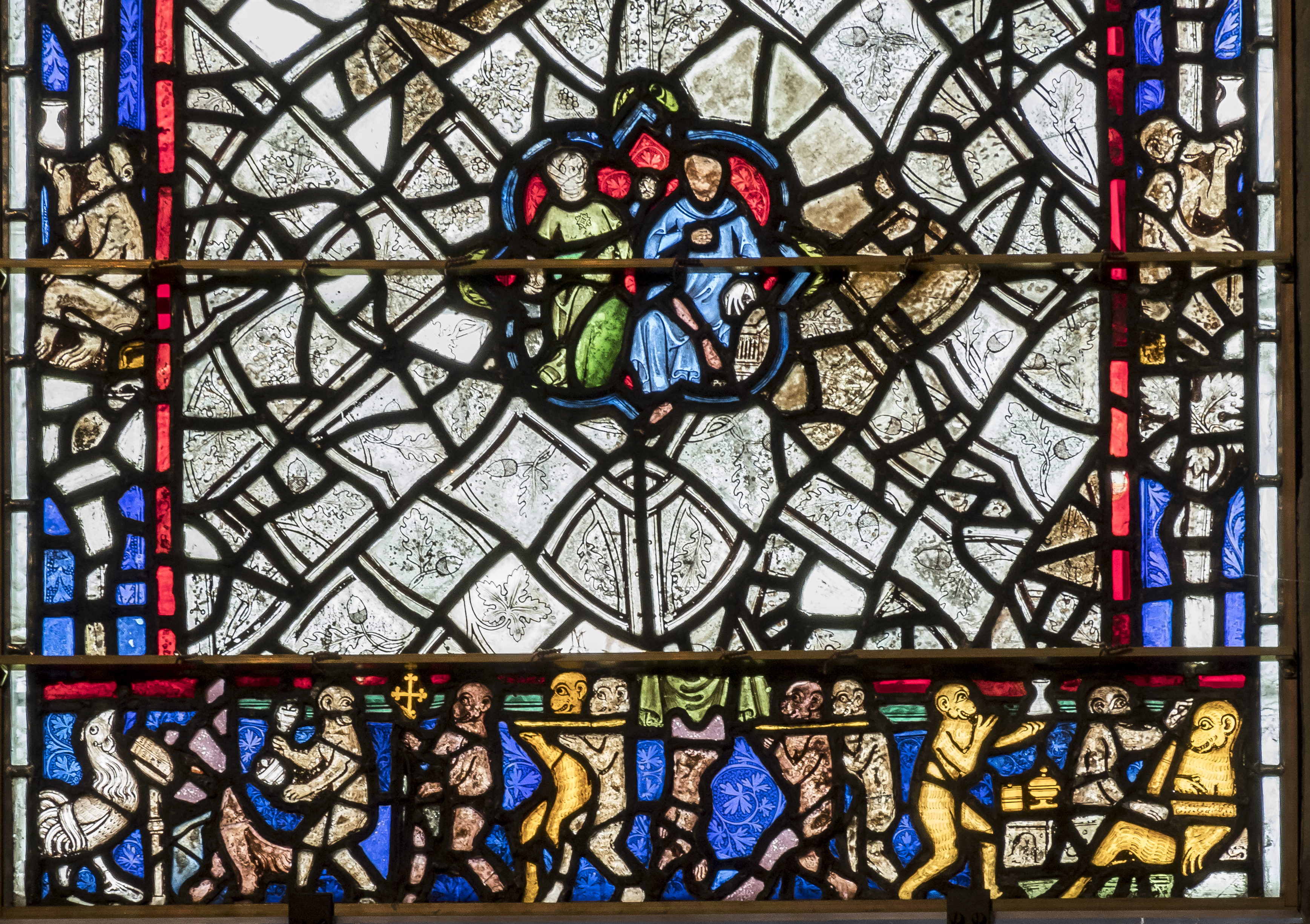
Гризайлевый витраж (Йоркский собор, 1330–38)

### В Центральной Европе
Лучистый стиль распространялся и на восток от Парижа, приспосабливаясь к местным традициям. Неф Страсбуржского собора является хорошим образцом: он начат в 1277 году на фундаменте более ранней романской церкви в лучистом стиле с отступлениями — нижнюю аркаду поддерживают устои в виде пучков колонок. Наполняющие его светом три яруса витражей составляют большие окна с ланцетами и розами во внешних стенах боковых нефов, сквозной трифорий и преувеличенно высокие окна верхнего яруса, разделённые на 4 ланцета и четырёхлистники. Необычный красноватый оттенок камня различной насыщенности использован в качестве дополнительного декоративного эффекта. Весьма хорошая роза западного фасада разделена на 16 удлинённых сердцевидных лепестков.
Другим примером является Кёльнский собор, начатый в 1248 году и освящённый наполовину в 1322-м (в XIV веке работы прервались до XIX века и были завершены лишь в 1880-м).

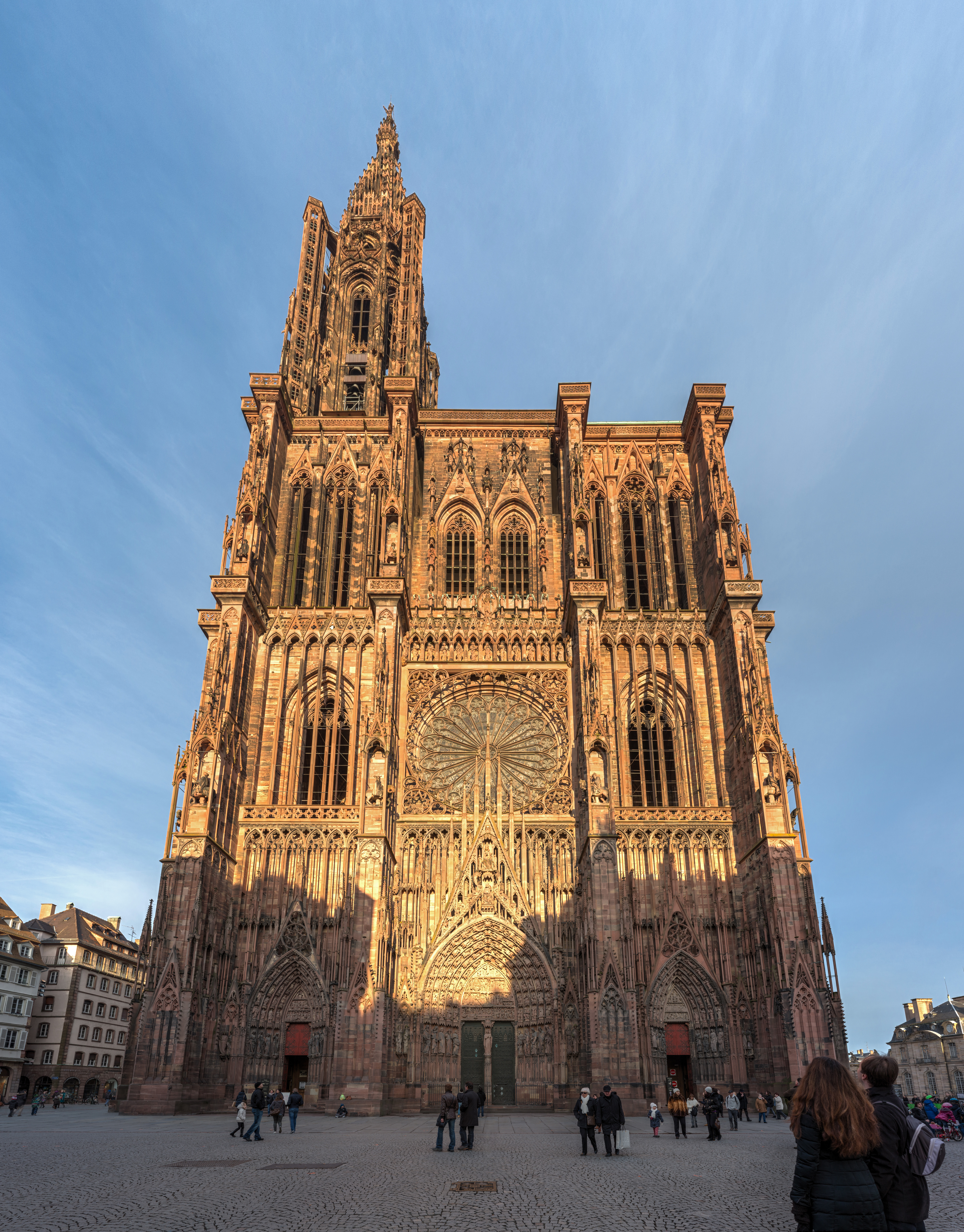
Западный фасад Страсбуржского собора (начат в 1277)
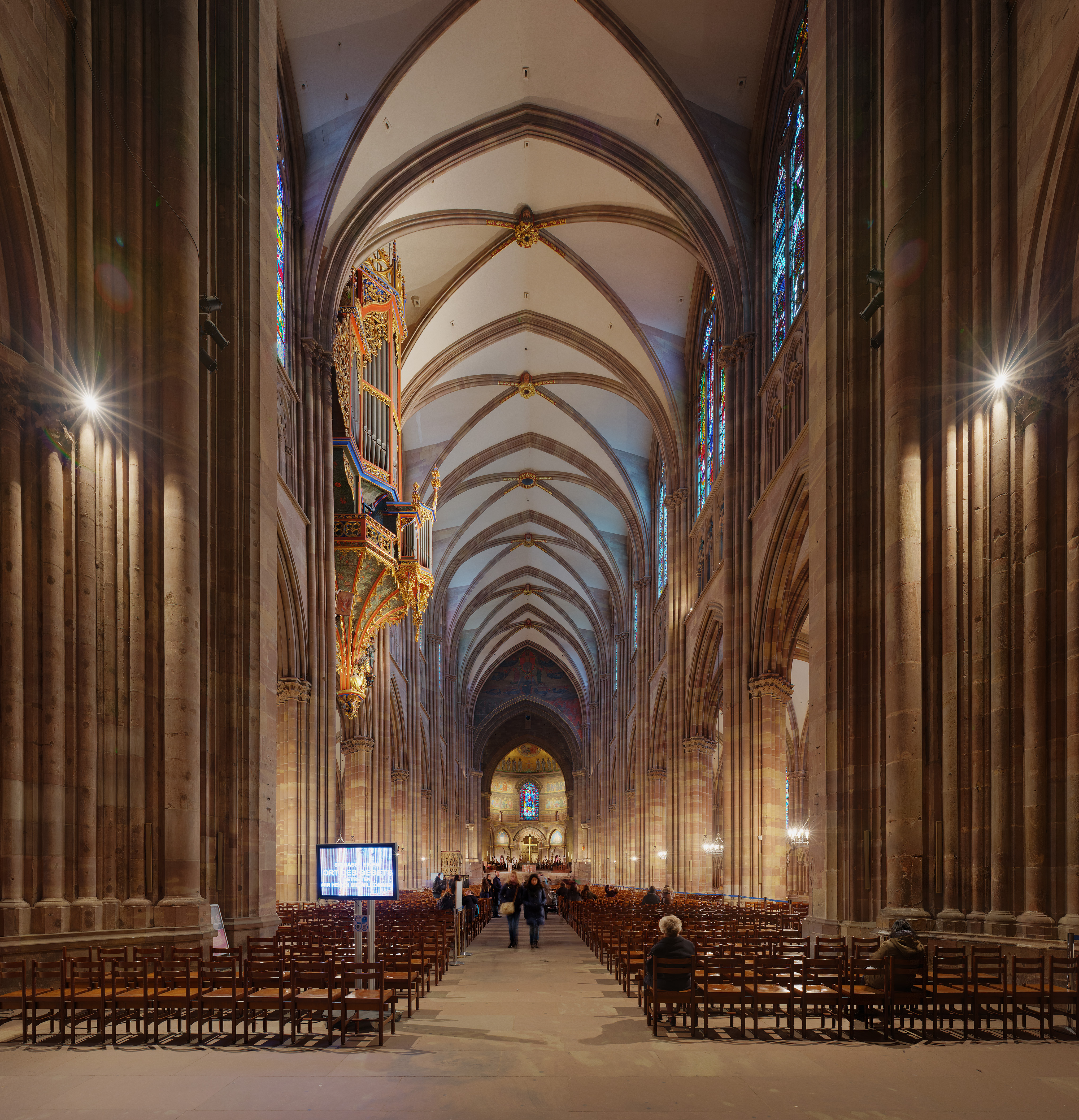
Неф Страсбуржского собора, вид к востоку (начат в 1277)
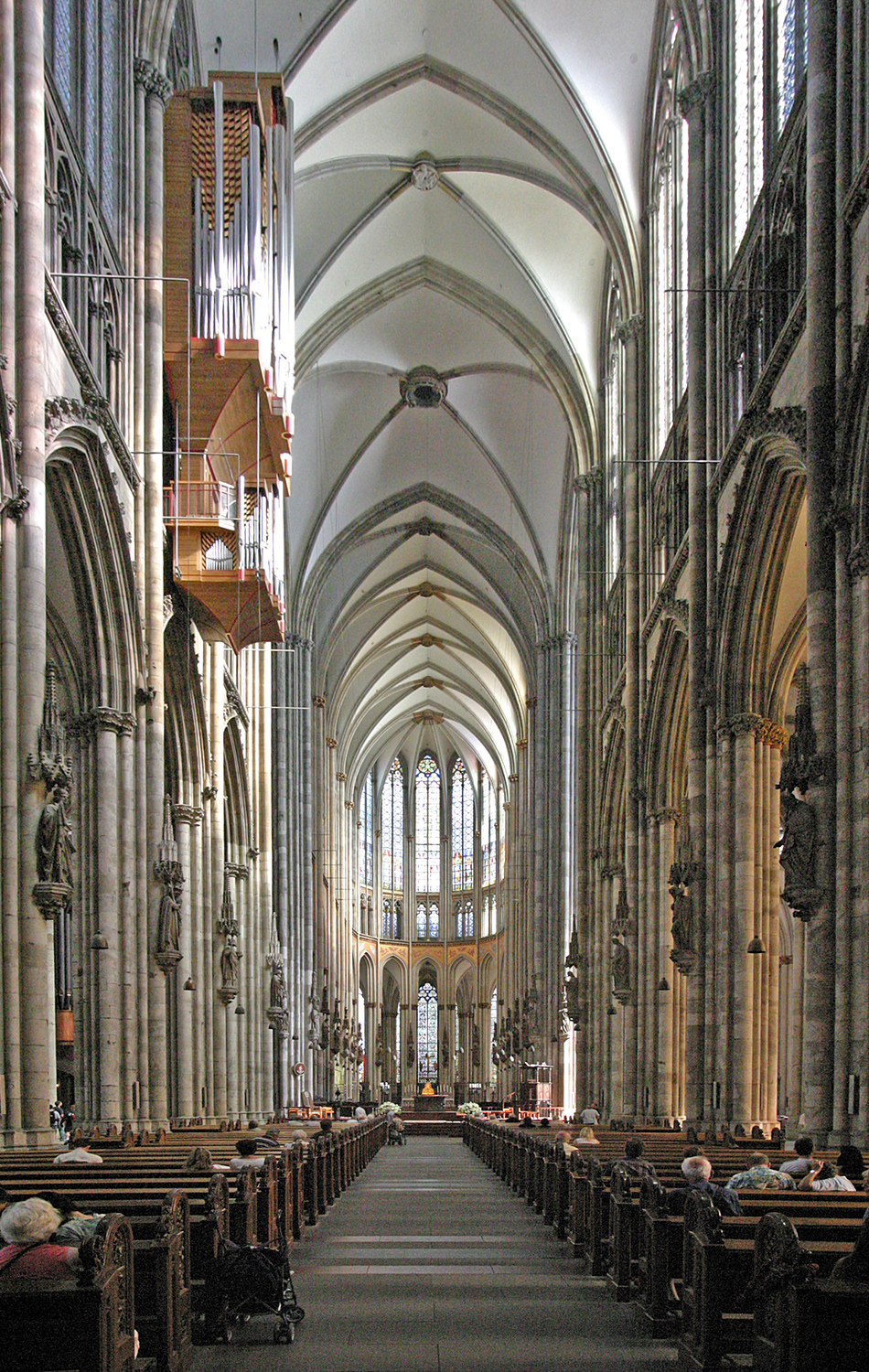
Неф Кёльнского собора (начат в 1248)

### В Италии и Испании
Лучистый стиль в Италии встречается редко и обычно в монастырских церквях тех орденов, которые распространены во Франции. Собор в Орвието (начат в 13010 году) примечателен плоскими узорами на западном фасаде и в интерьерах. Фасад Сиенского собора также был спроектирован в лучистом стиле, но позднее переделан. На фасадах флорентийской колокольни выложены мрамором узоры, напоминающие переплёты в лучистом стиле.
В Испании лучистая готика хорошо видна в нефе и трансептах Леонского собора (начат в 1255 году), строившегося под влиянием французов. Испанские соборы в целом тяготеют к гигантским аркадам, но стиль каждого памятника столь своеобразен, что их трудно группировать и классифицировать. Начатый в лучистом стиле Бургосский собор был вскоре сильно переделан в пламенеющем. Также можно упомянуть Жиронский собор (начат в 1292 году) и Барселонский собор (начат в 1298 году, не путать с Саграда Фамилия).

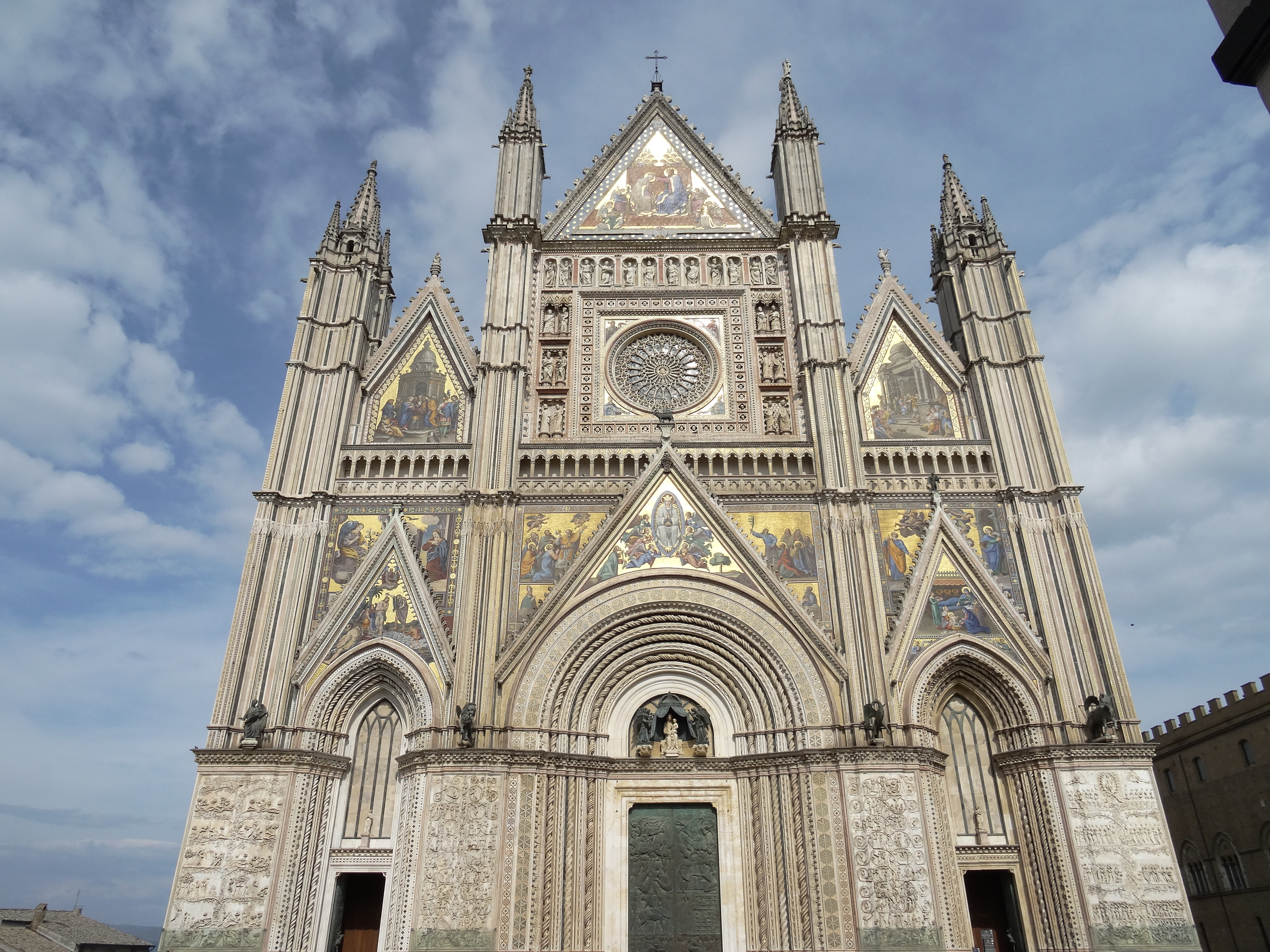
Западный фасад собора в Орвието (с 1310)
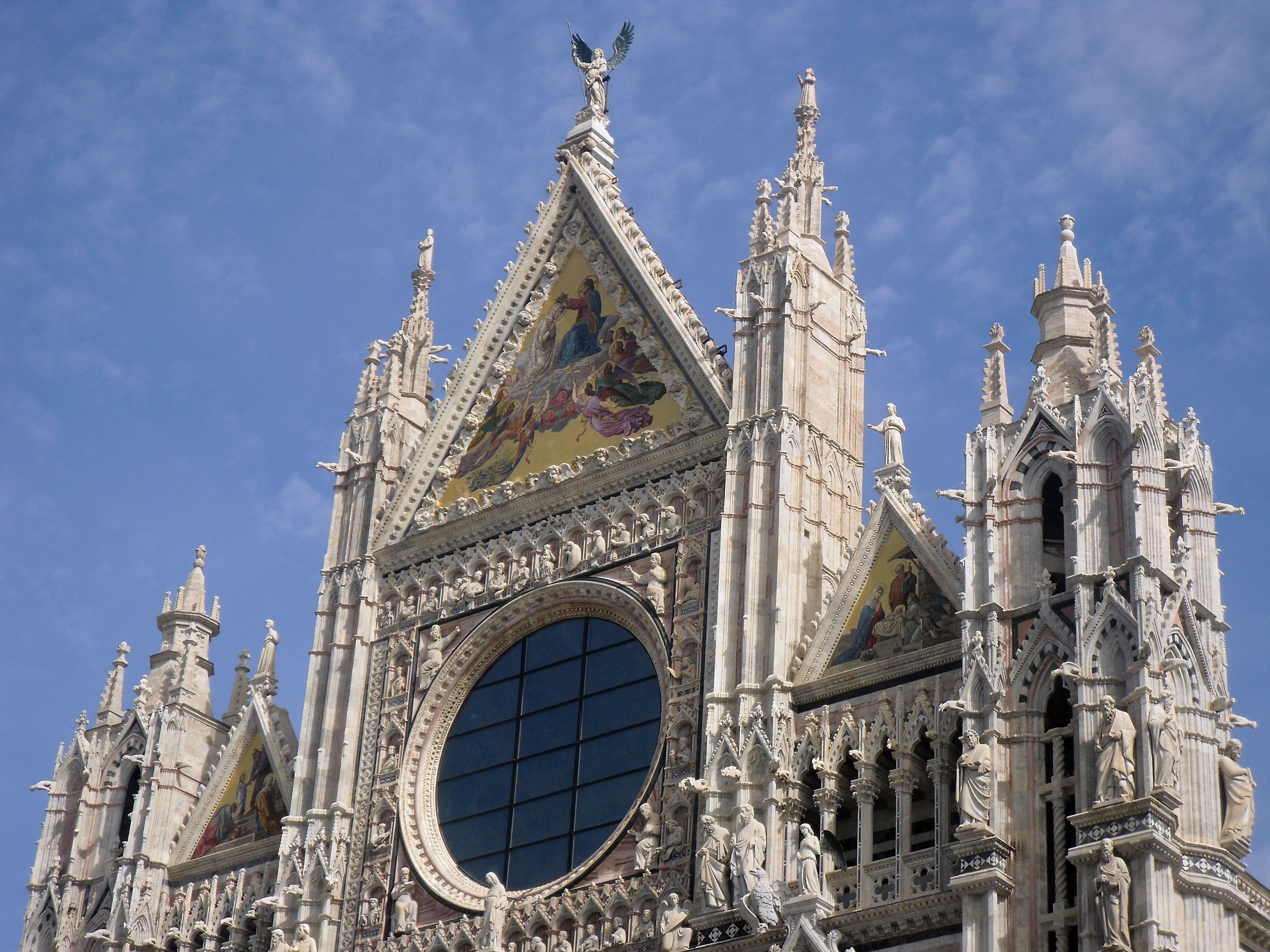
Верхняя часть западного фасада Сиенского собора (1215–1264)
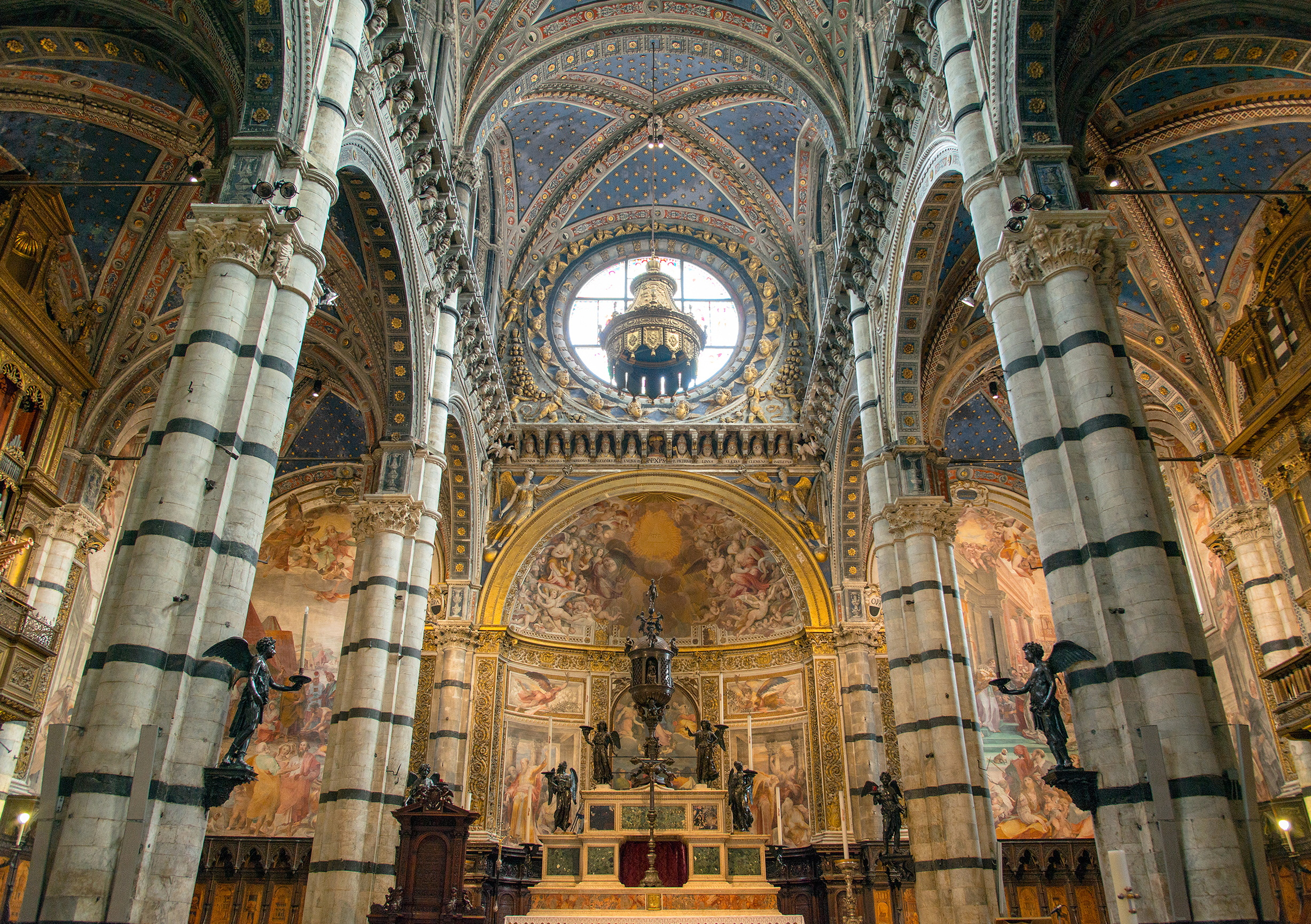
Интерьер Сиенского собора (1215–1264)
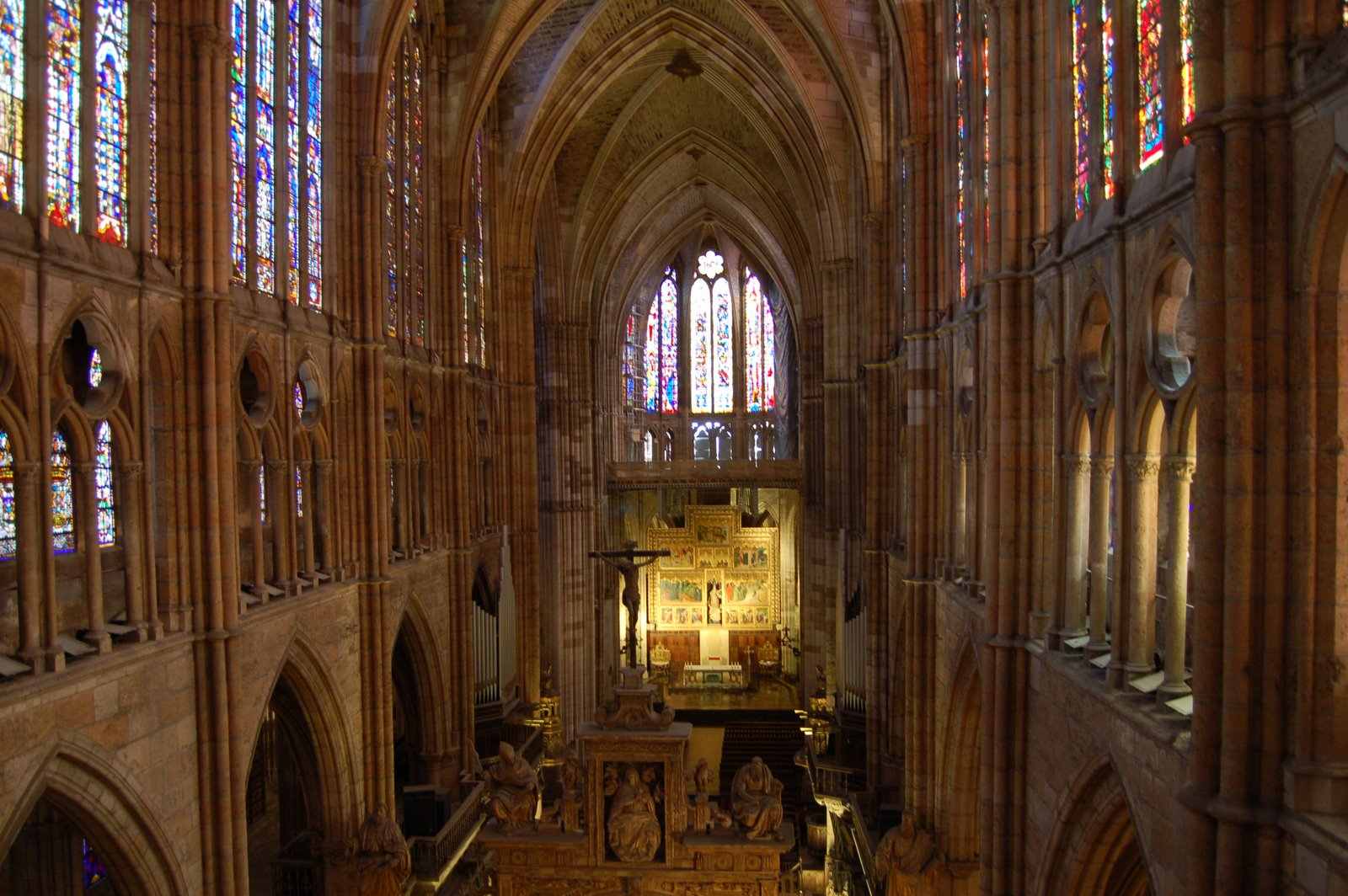
Неф Леонского собора (с 1255)
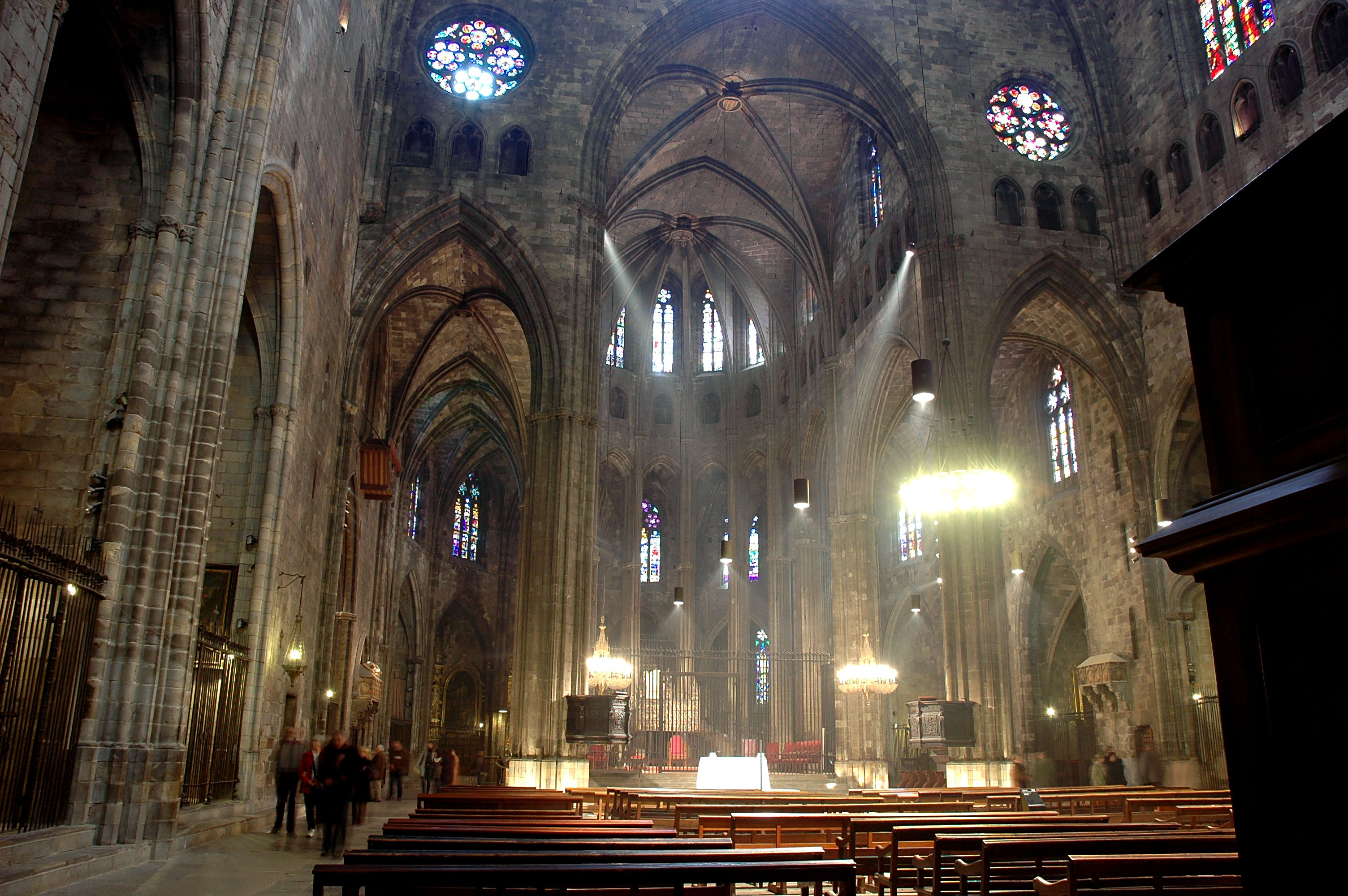
Неф Жиронского собора (с 1292)
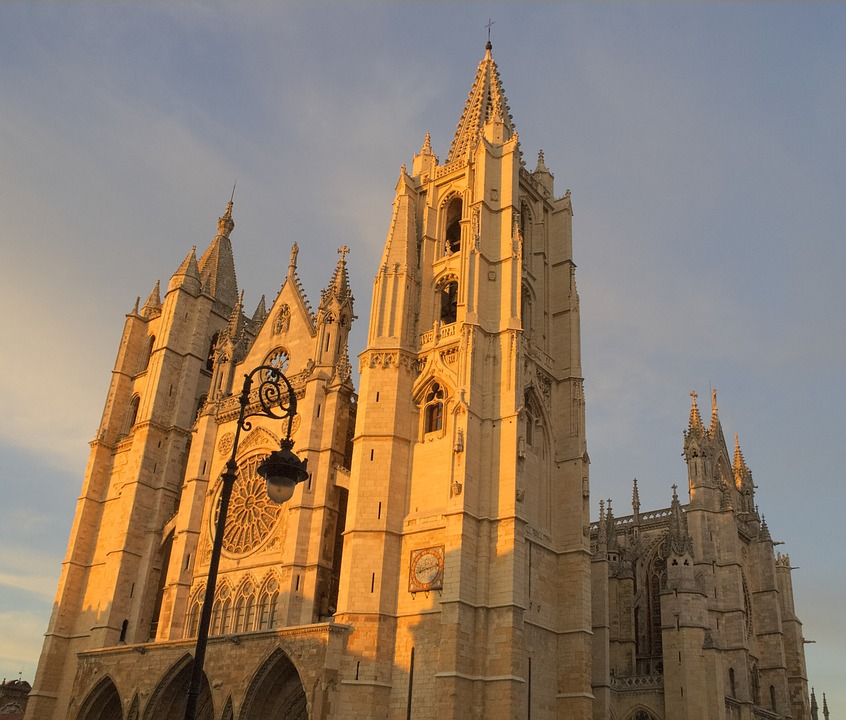
Фасад Жиронского собора

## Особенности стиля
Признаком лучистой готики является обилие света в интерьере, обеспеченное высокими пропорциями и многочисленными и большими окнами с гризайлевыми витражами, не столь плотными, как цветные. Витражи обычно полосчатые, то есть в виде центральной полосы плотного цветного стекла, сверху и снизу обрамлённой прозрачным или гризайлевым. Для периода характерно увеличение количества украшений как внутри, так снаружи здания, сложные розы, решётки и глухие переплёты, покрывающие плоскость стены и контрфорсов. Также характерными чертами являются вимперги и пинакли.

### Фасады
Западные фасады и порталы обильно украшены вимпергами с маленькими круглыми окошками, пинаклями и флеронами, как можно видеть, например, на фасаде базилики св. Урбана в Труа (1262—1389). Пинакли — не пустое украшение, а дополнительная нагрузка на контрфорс, помогающая ему поддерживать стены.

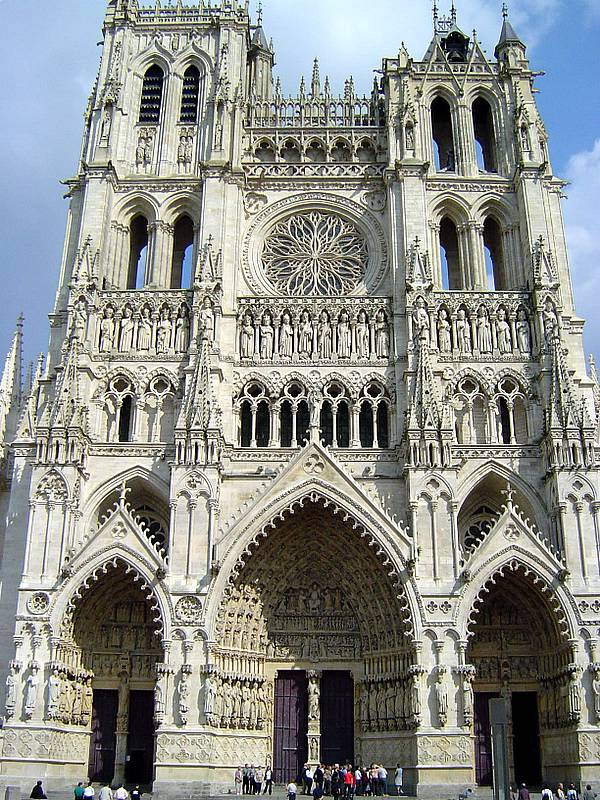
Западный фасад Амьенского собора (1220–1270)
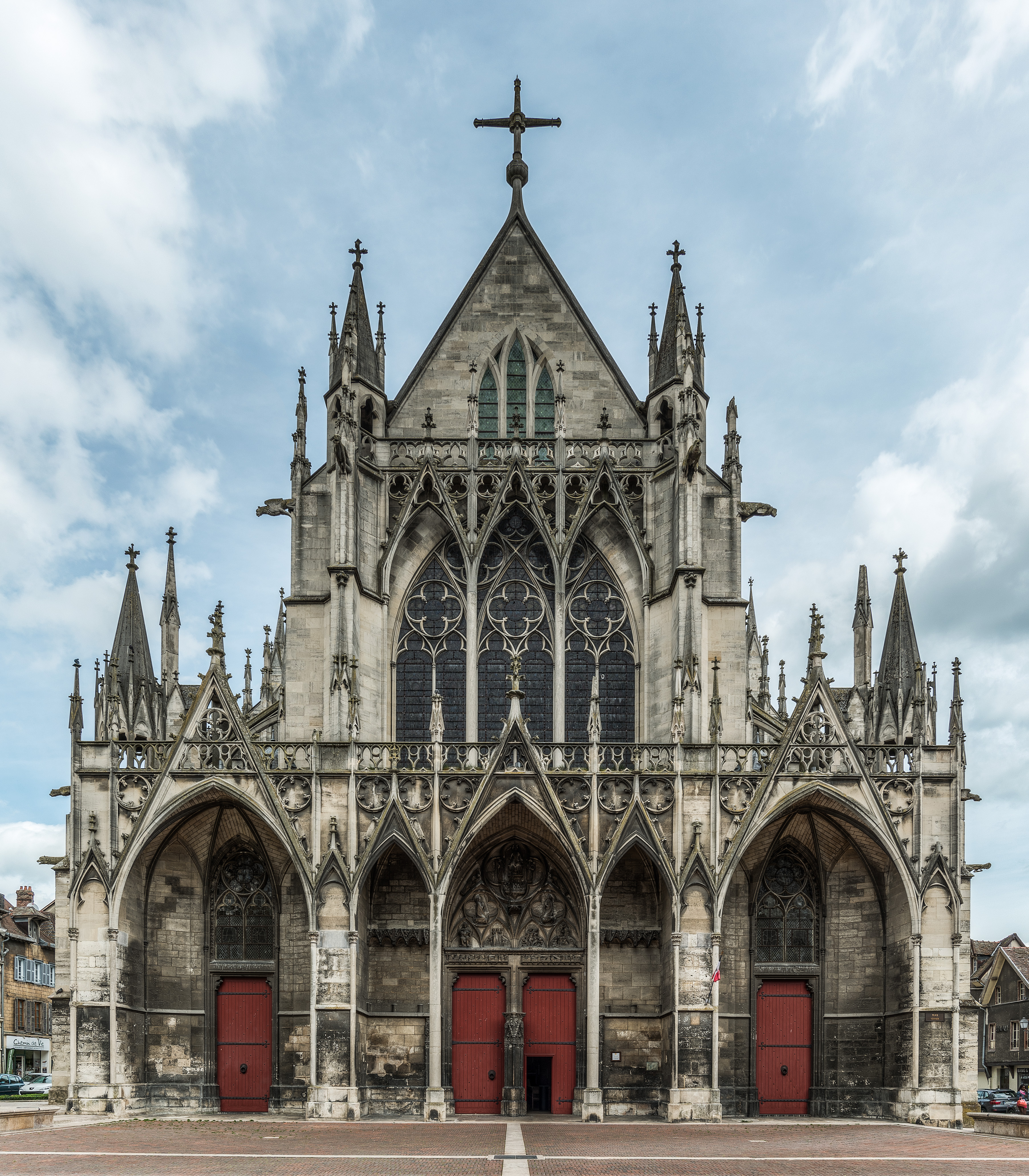
Западный фасад базилики св. Урбана в Труа (1262–1389)
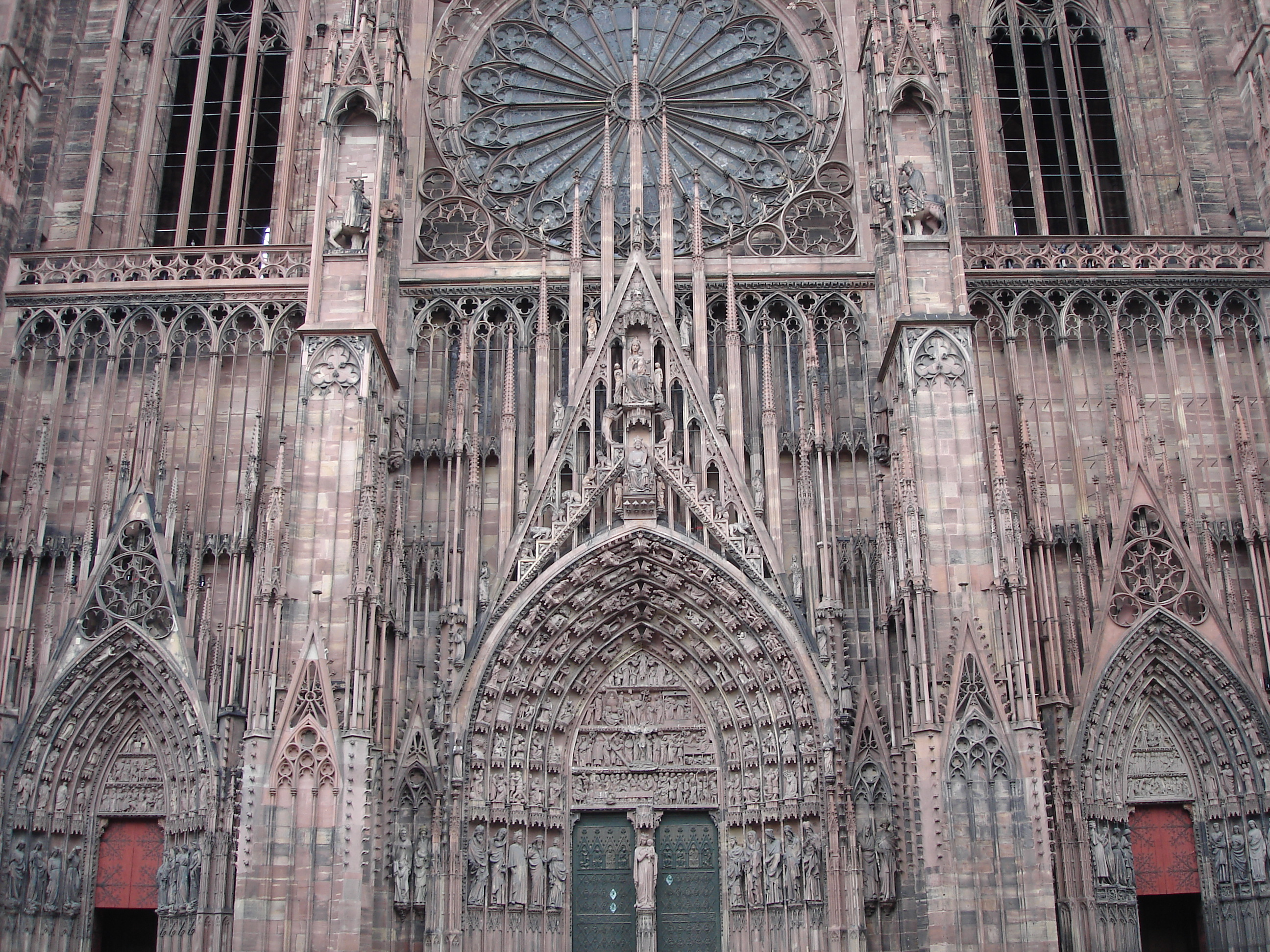
Портал и роза Страсбуржского собора (1225–1439)

### Вертикальное строение
В эпоху ранней готики по высоте храм делился на три приблизительно равных яруса: нижнюю аркаду, на которую опирается стена, галерею-трифорий, дополнительно раскрепляющую её в продольной плоскости, и верхний ярус с небольшими окнами, на который опираются своды. Совершенствование системы внешних опор с передачей аркбутанами сосредоточенного усилия распора рёберных сводов привело к тому, что стены становились всё выше и тоньше, и окна — всё больше. Нижняя аркада становится выше, пролёт её — шире, устои — тоньше. Галерея упраздняется, трифорий либо также пропадает, либо становится прозрачным. Верхний ярус претерпевает самое драматическое изменение, вырастая всё выше и превращаясь в практически полностью открытое пространство.
Открытие трифория является последним архитектурным новшеством, с помощью которого во Франции сложился лучистый стиль. Глухой трифорий, несколько затемняющий интерьер, был неотъемлемой частью трёх- или пятинефного здания ранней и высокой готики, потому что снаружи к стене центрального нефа в этом месте примыкала односкатная крыша боковых нефов, и трифорий выходил на чердак. Лучистый стиль в 1230-е годы предложил для задачи покрытия боковых нефов базилики Сен-Дени двускатные крыши с внутренним водосточным жёлобом. Таким образом трифорий стал сквозным с окнами. Единую сущность трифория и верхнего яруса стали подчёркивать, продолжая столбики оконных переплётов вниз сквозь трифорий до горизонтального карниза, венчающего нижнюю аркаду.

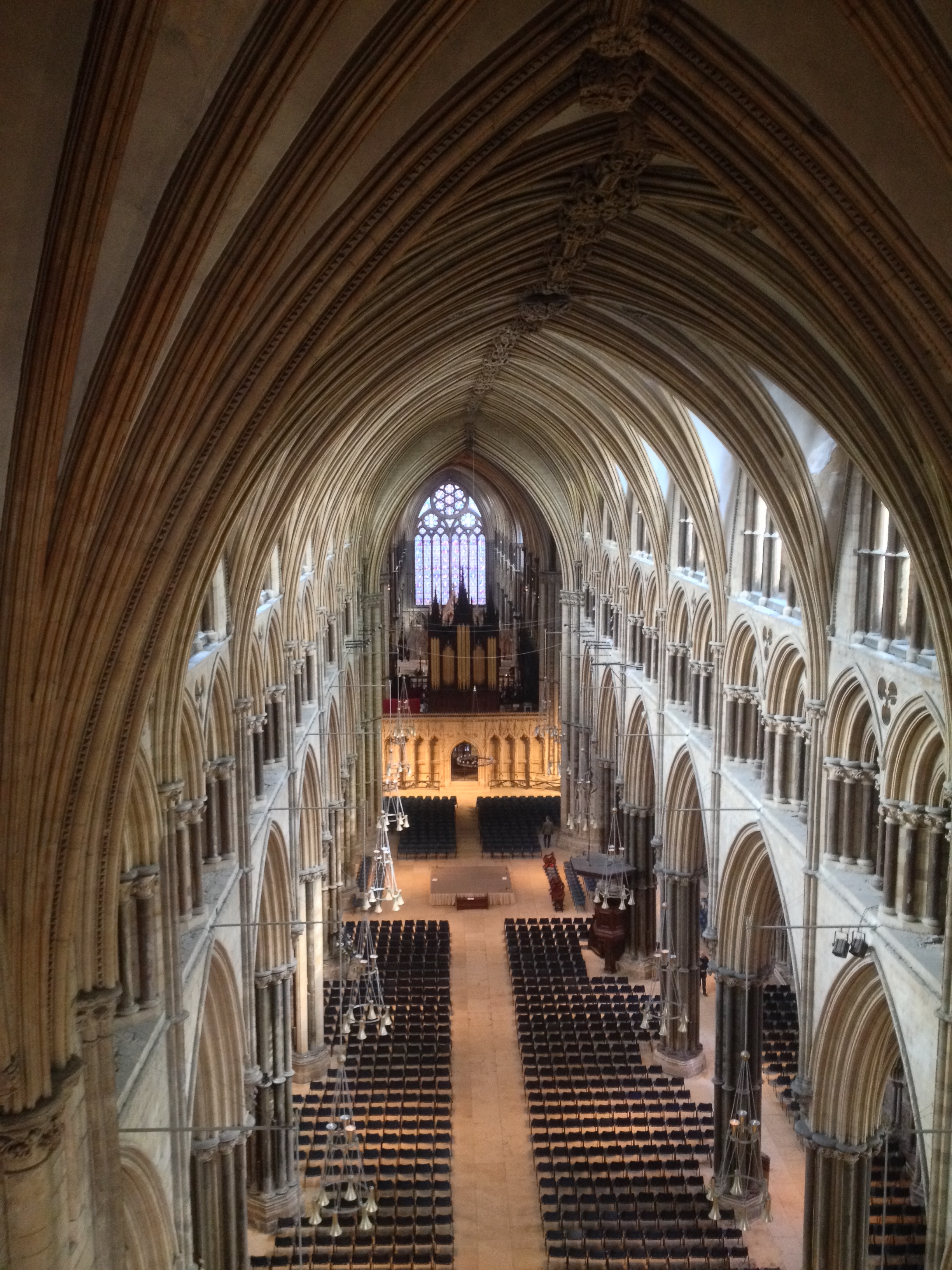
Линкольнский собор, вид к западу. Глухой трифорий
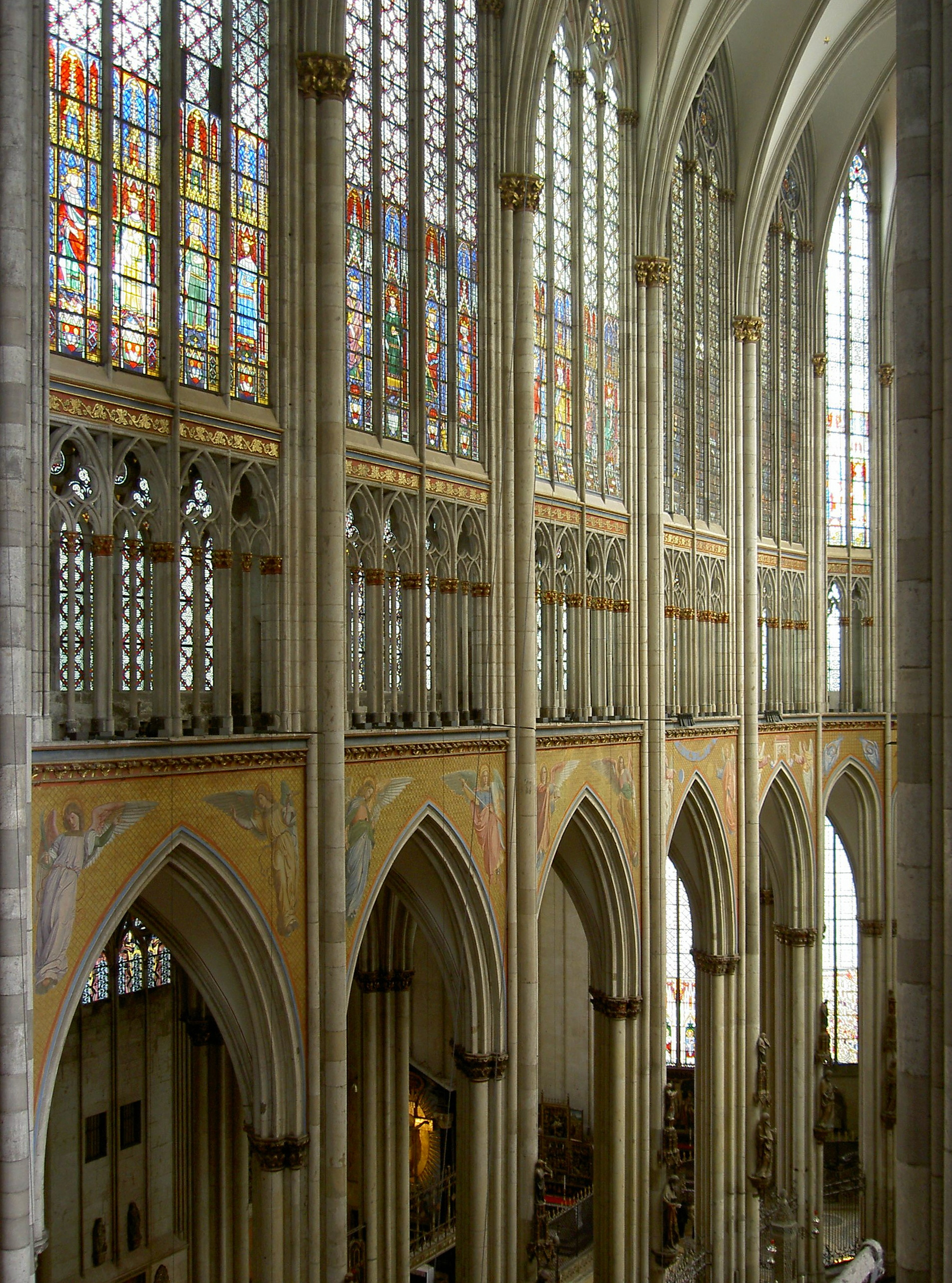
Хоры Кёльнского собора. Сквозной трифорий

### Окна
Лучистый стиль — архитектура света, окна в этот период велики, многочисленны и богато украшены. Часто используется прозрачное стекло или гризайль в противовес сумрачным и таинственным ранним готическим церквям с небольшими окнами и плотными цветными витражами (например, шартрский синий).
Средний ярус главного нефа — трифорий — также получает окна. Верхний ярус превращается в сомкнутый строй ланцетов, увенчанных трилистниками или четырёхлистниками или небольшими розами-глазками. Конструктивно это обеспечено длинными аркбутанами, которые переносят усилие распора свода далеко наружу.
Переплёт окна также кардинально меняется. Вместо прорезного, будто пропиленного в каменной стене, он становится решёткой из тонких профилированных каменных колонок и арочек. Переплёт круглого окна-розы со спицами, которые, будто лучи, расходятся от центра, дал название всему стилю. Переплёт с колонками появляется впервые, вероятно, в Реймском соборе и стремительно распространяется по Европе.
В Англии окна декоративного периода отличаются большой шириной и высотой и богатой раскладкой переплёта. В ранний период характерны трилистники и четырёхлистники, позднее — S-образная кривая. Можно отметить окна в клуатре Вестминстерского аббатства (1245-69), Хоры Ангелов Линкольнского собора (1256), неф и Большое Западное окно «Сердце Йоркшира» Йоркского собора (1260—1320).

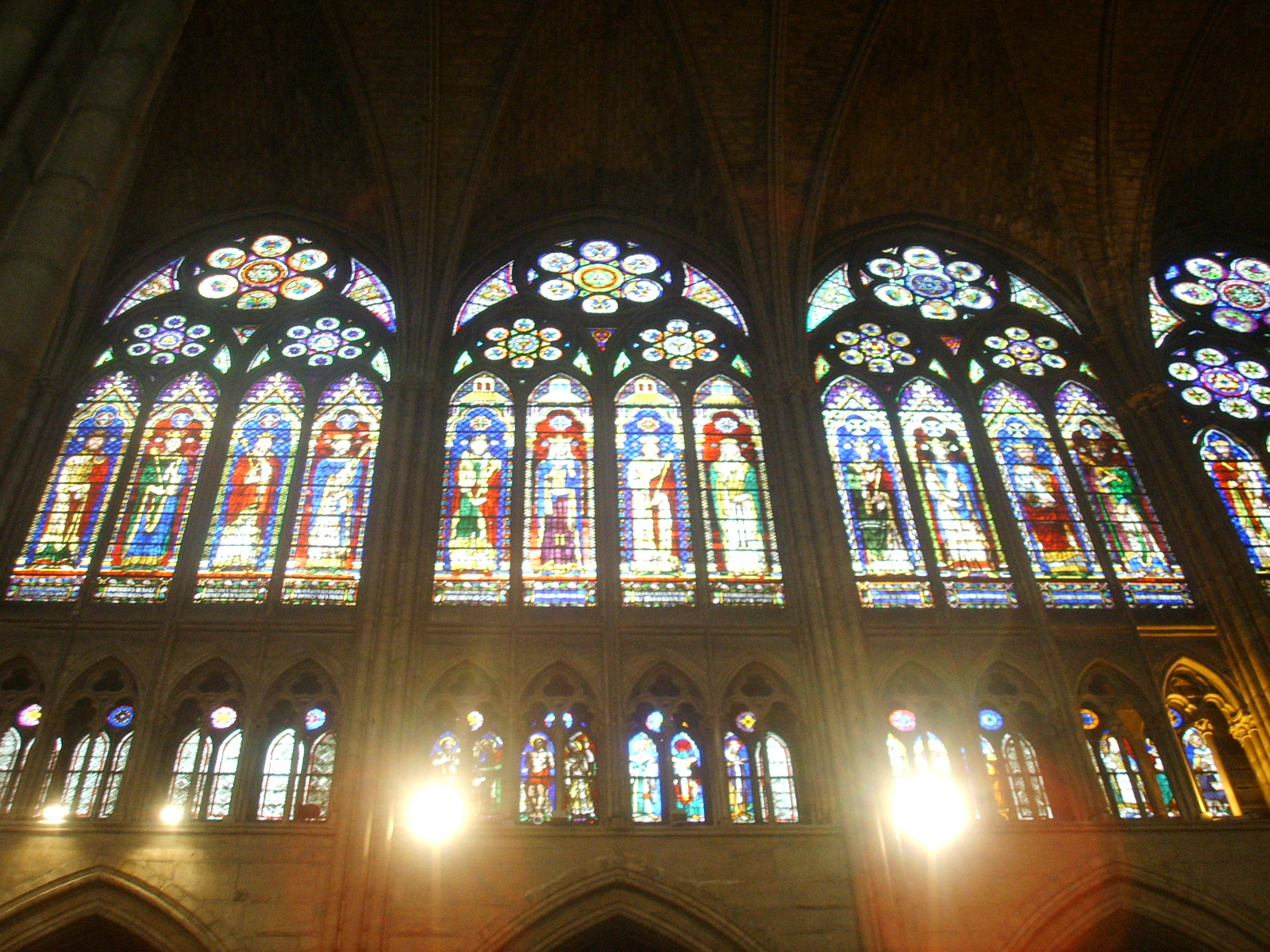
Сквозной трифорий в базилике Сен-Дени (1230-е)
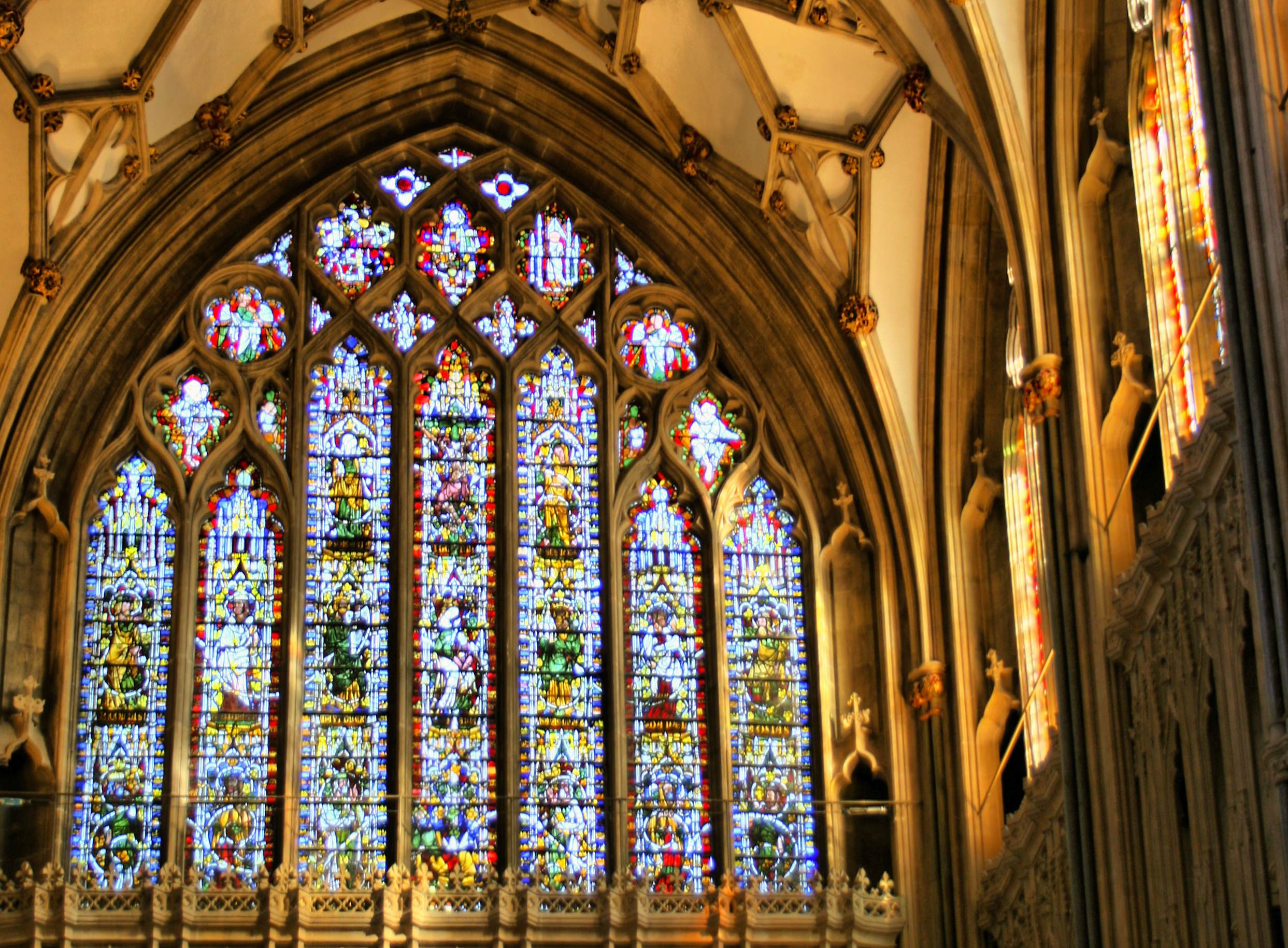
«Золтое окно» Уэлского собора
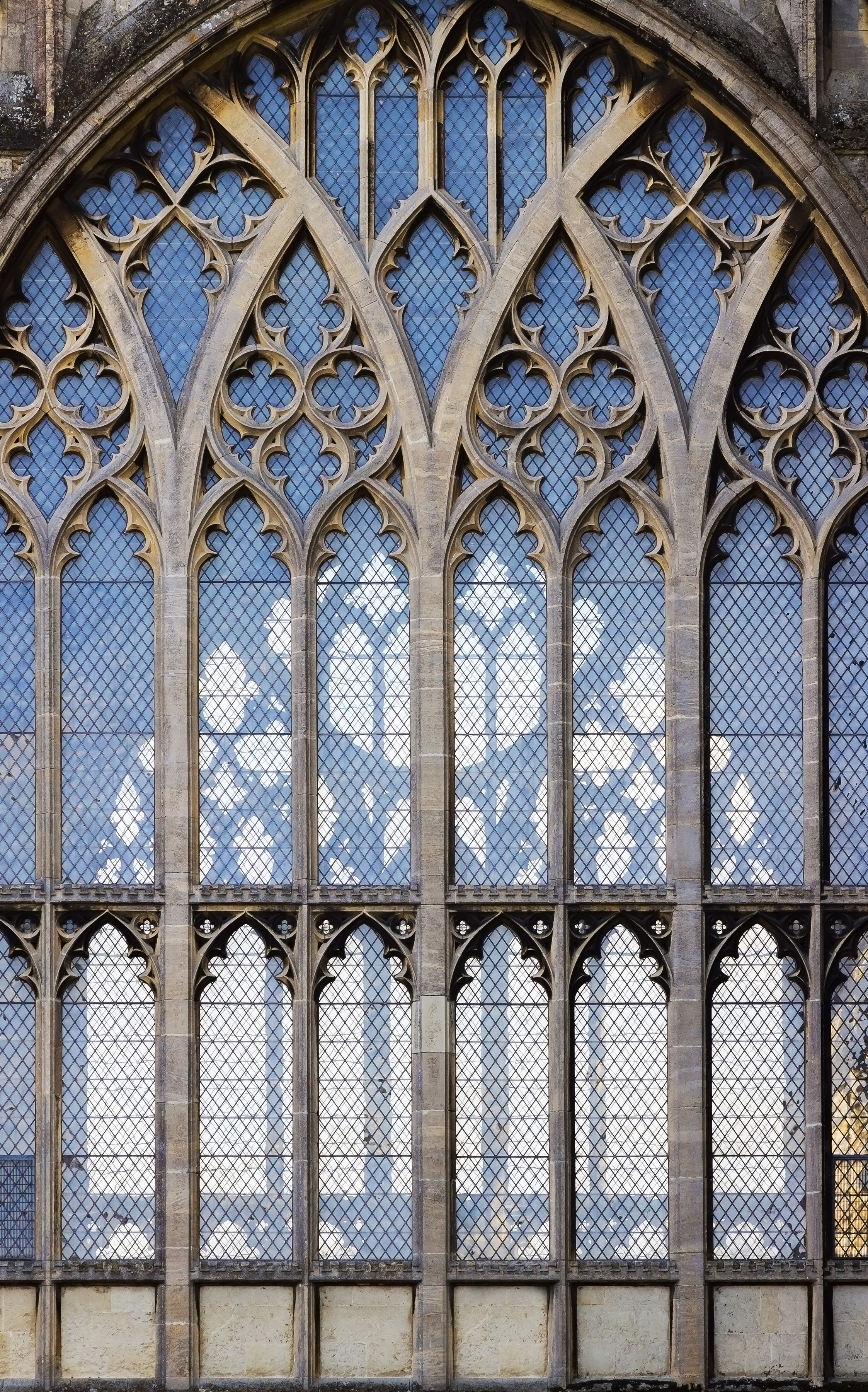
Геометрический переплёт, собор Или (1321–1351)
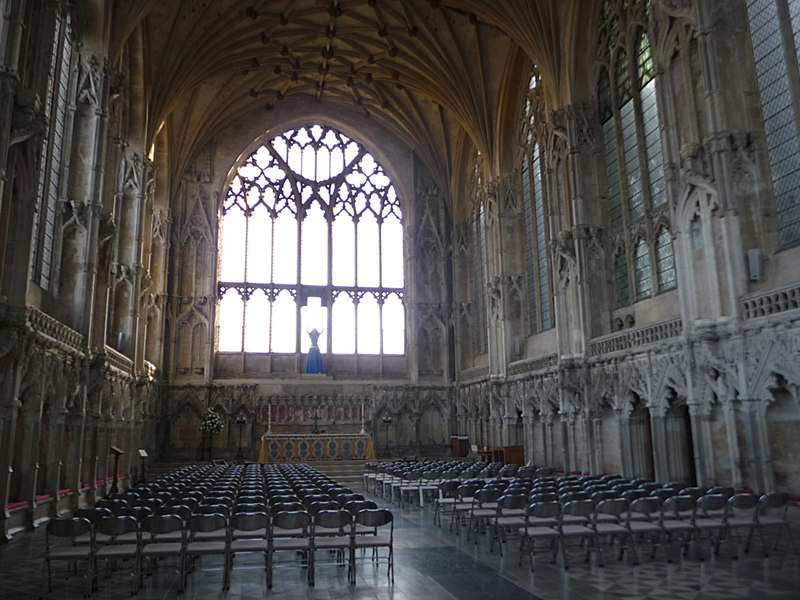
Большое Восточное окно собора Или (1321–1351)
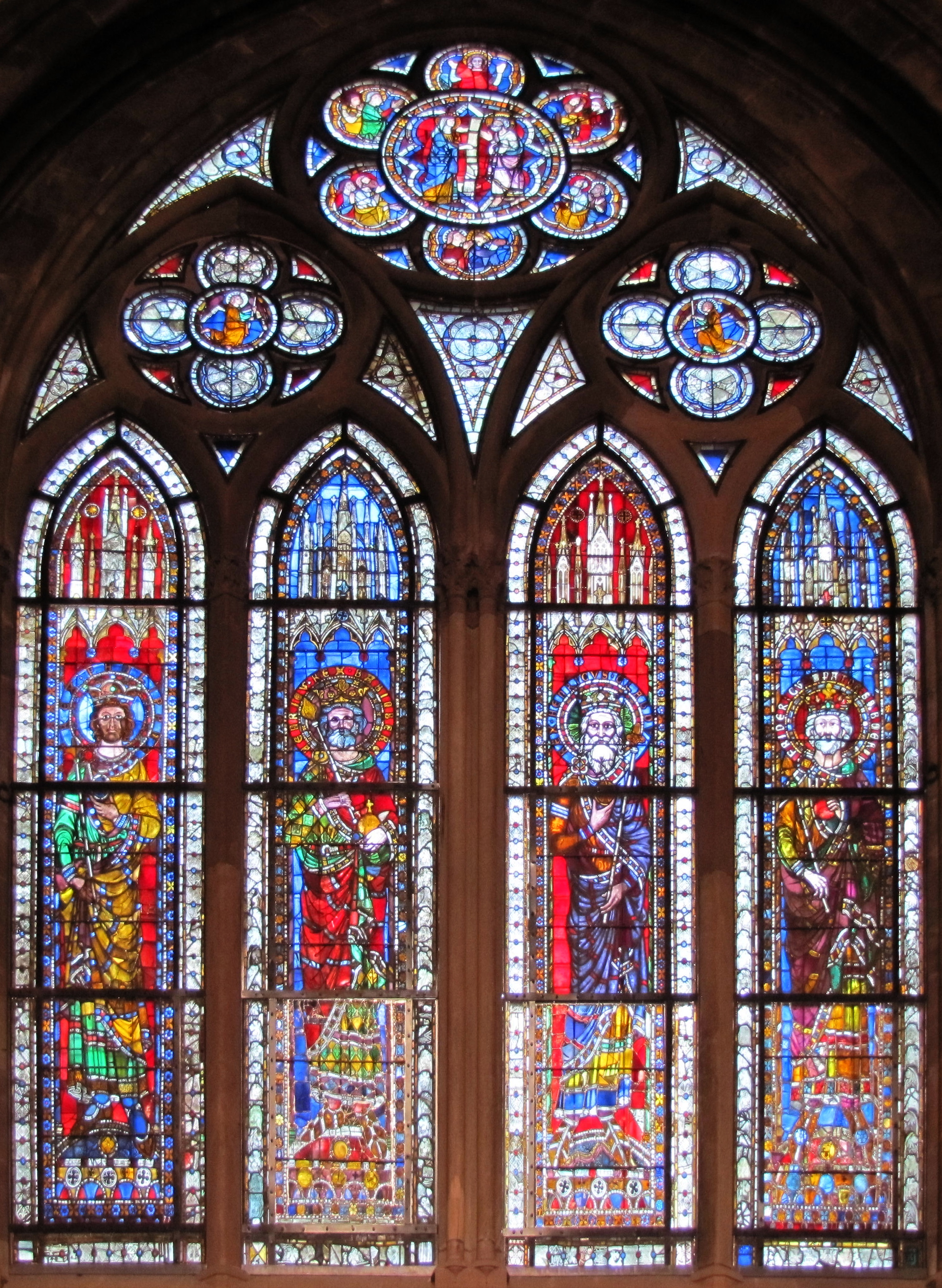
Императорское окно Страсбургского собора

### Большие розы
Большие розы являются одной из наиболее характерных черт лучистого стиля. Каменные колонки и металлические переплёты позволяют окнам сохранять прочность с ростом размеров, и типичные розы лучистого периода достигают 10 метров в диаметре.
Трансепты собора Парижской Богоматери на средства Людовика IX были специально переделаны под два гигантских (13 м) круглых окна (архитекторы Жан де Шелль и Пьер де Монтрёй). Аналогичные розы имеются в базилике Сен-Дени и Амьенском соборе.

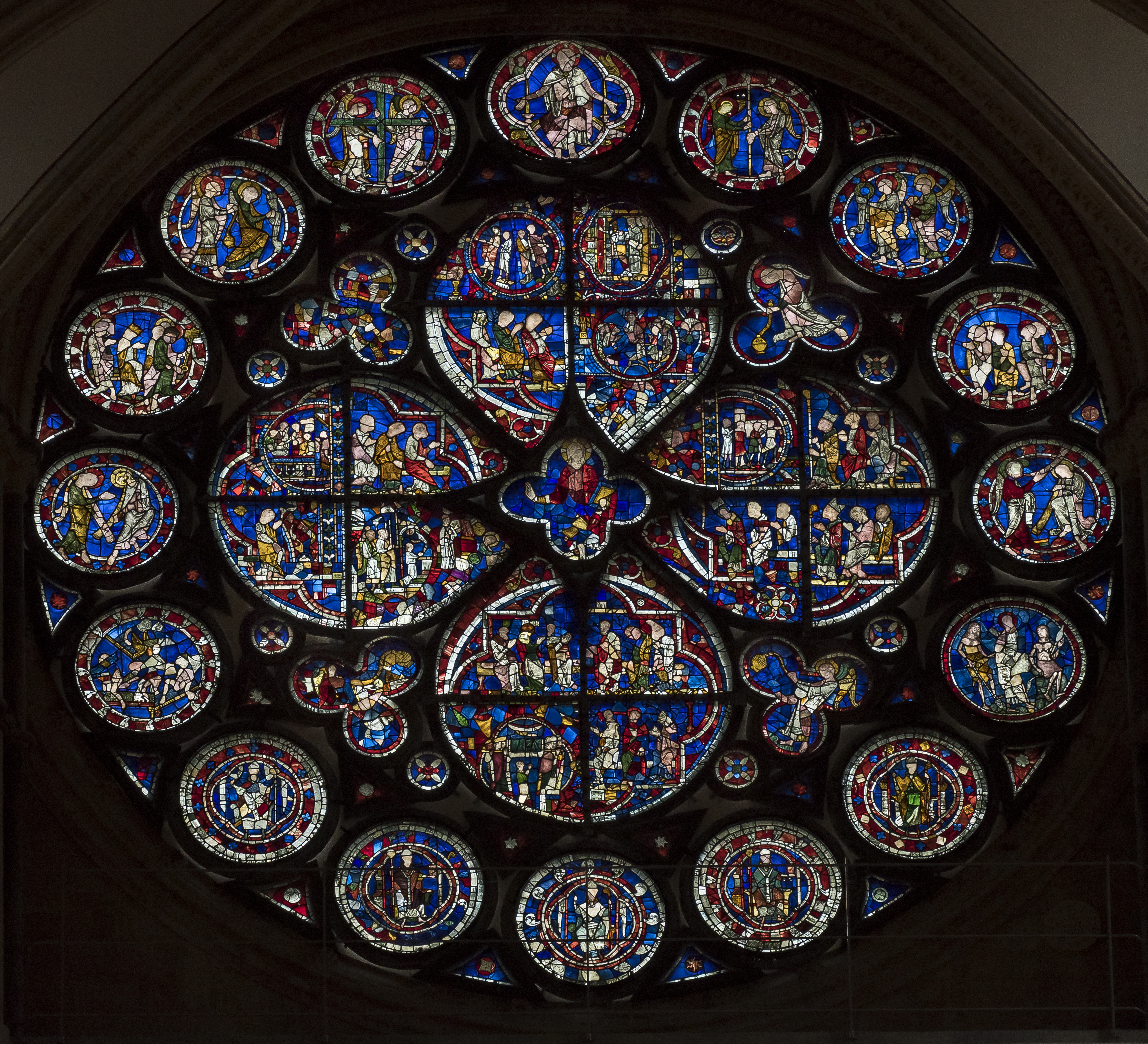
Прорезной переплёт розы «Око Настоятеля» Линкольнского собора (ок. 1225)
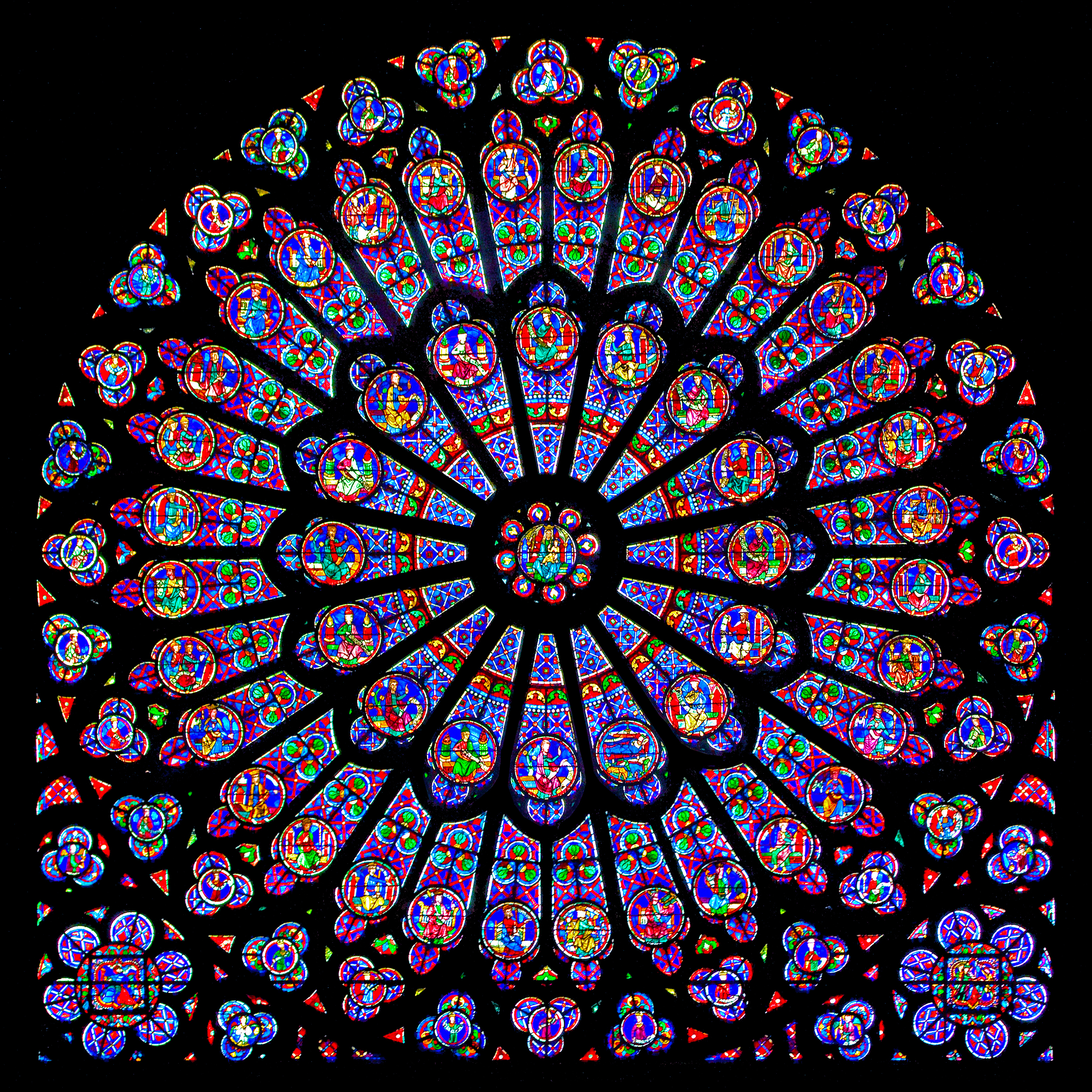
Лучистая Северная роза собора Парижской Богоматери (ок. 1260)
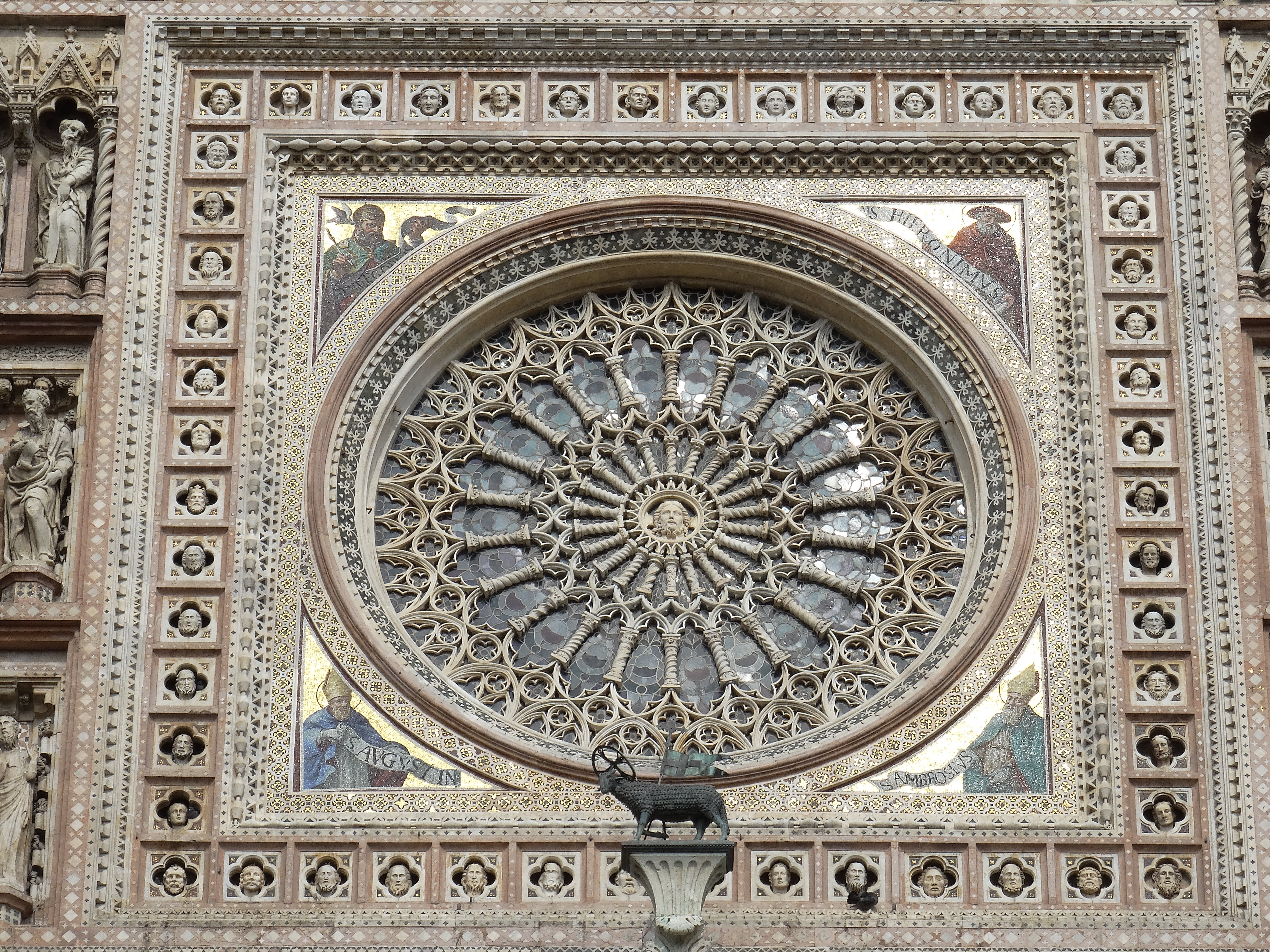
Роза собора в Орвието (Италия)

### Глухие переплёты
Также характерно для лучистого стиля перетекание переплётов из окон в глухие проёмы и на поверхности стен.

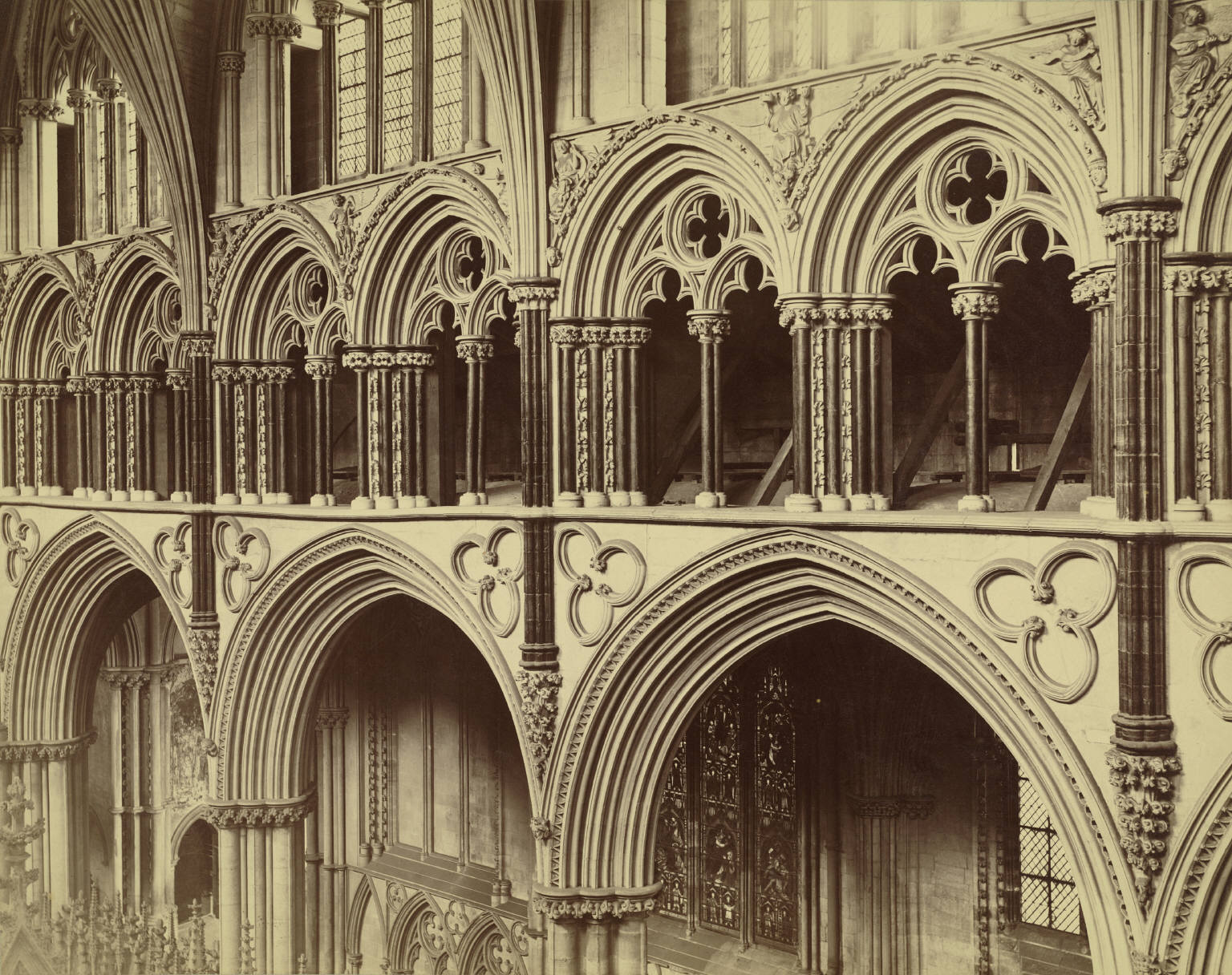
Глухой трифорий с переплётом в Линкольнском соборе
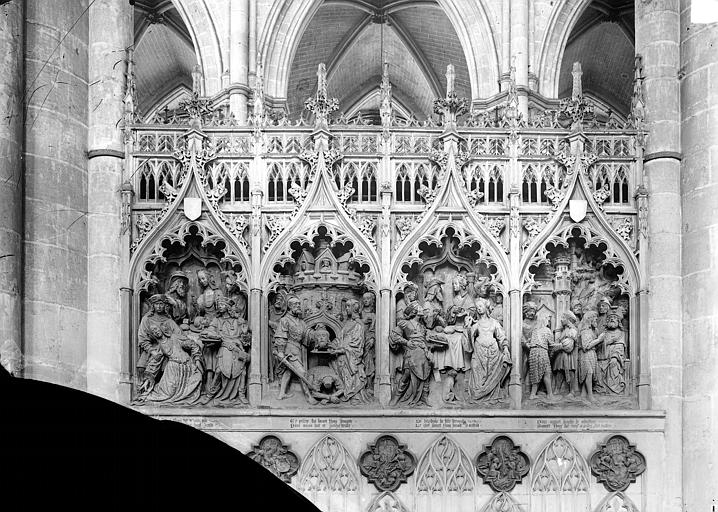
Хоры Амьенского собора (1220–1266, снято до первой Мировой войны)

### Скульптура
Скульптура на фасаде появилась ещё в романскую эпоху: каменные барельефы святых или святого семейства располагались в тимпанах или просто на стенах. В период лучистой готики скульптура становится более реалистической и выпуклой, круглая скульптура размещается в нишах на фасаде, статуи обретают портретные черты, естественные позы и жесты, тщательно проработанные одежды. Растительный орнамент на капителях колонн также становится более реалистичным.
Скульптура особенно хороша в Италии, например, на фасаде собора Орвието (архитектор Лоренцо Маитани, 1310). Сочетание бронзовых и мраморных фигур, мозаики и цветного рельефа предвосхищает искусство Ренессанса, которое вот-вот появится.

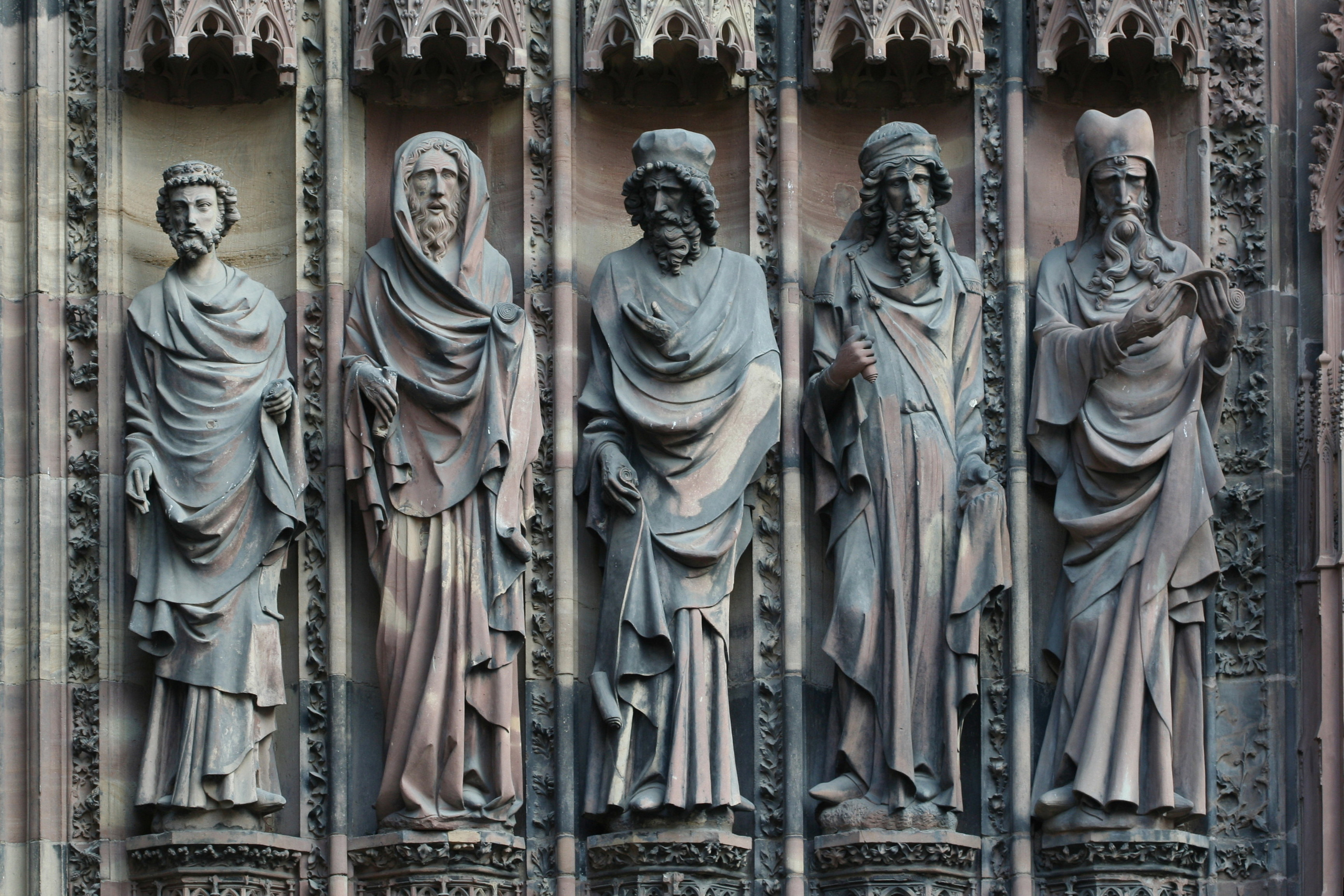
Святые на западном портале Страсбуржского собора
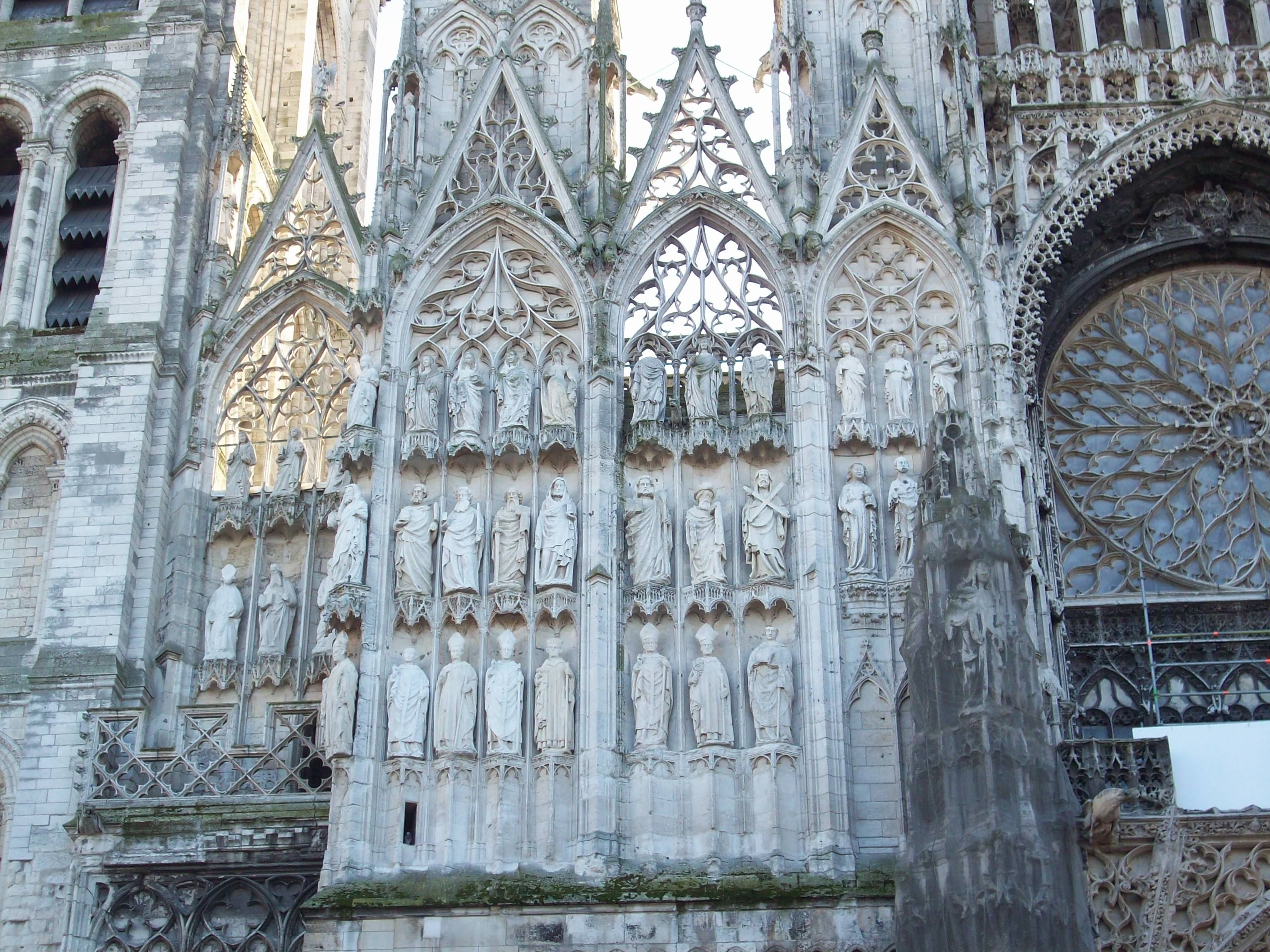
Скульптура и переплёт на фасаде Руанского собора
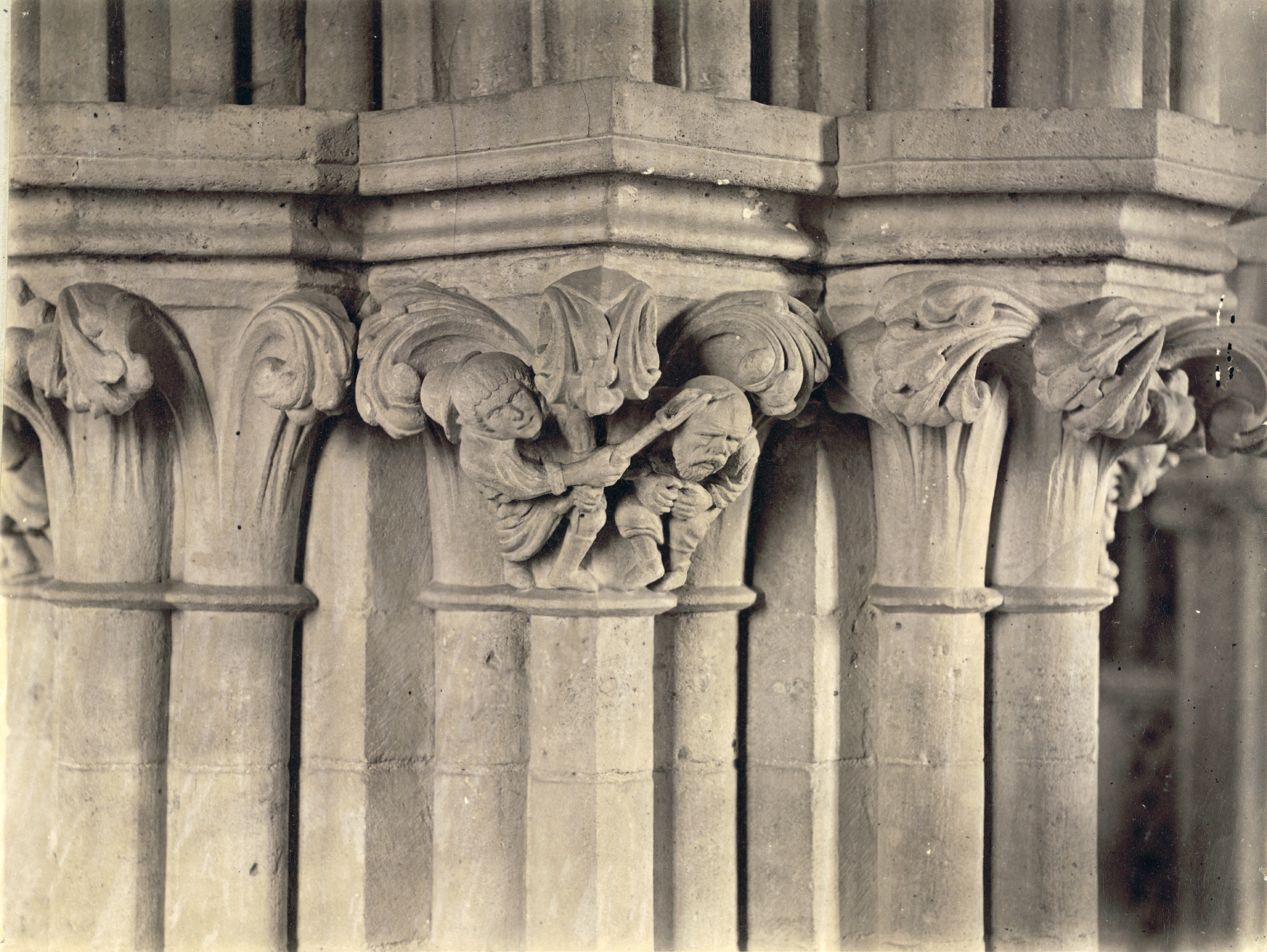
Крестьянин бьёт вора. Уэлский собор
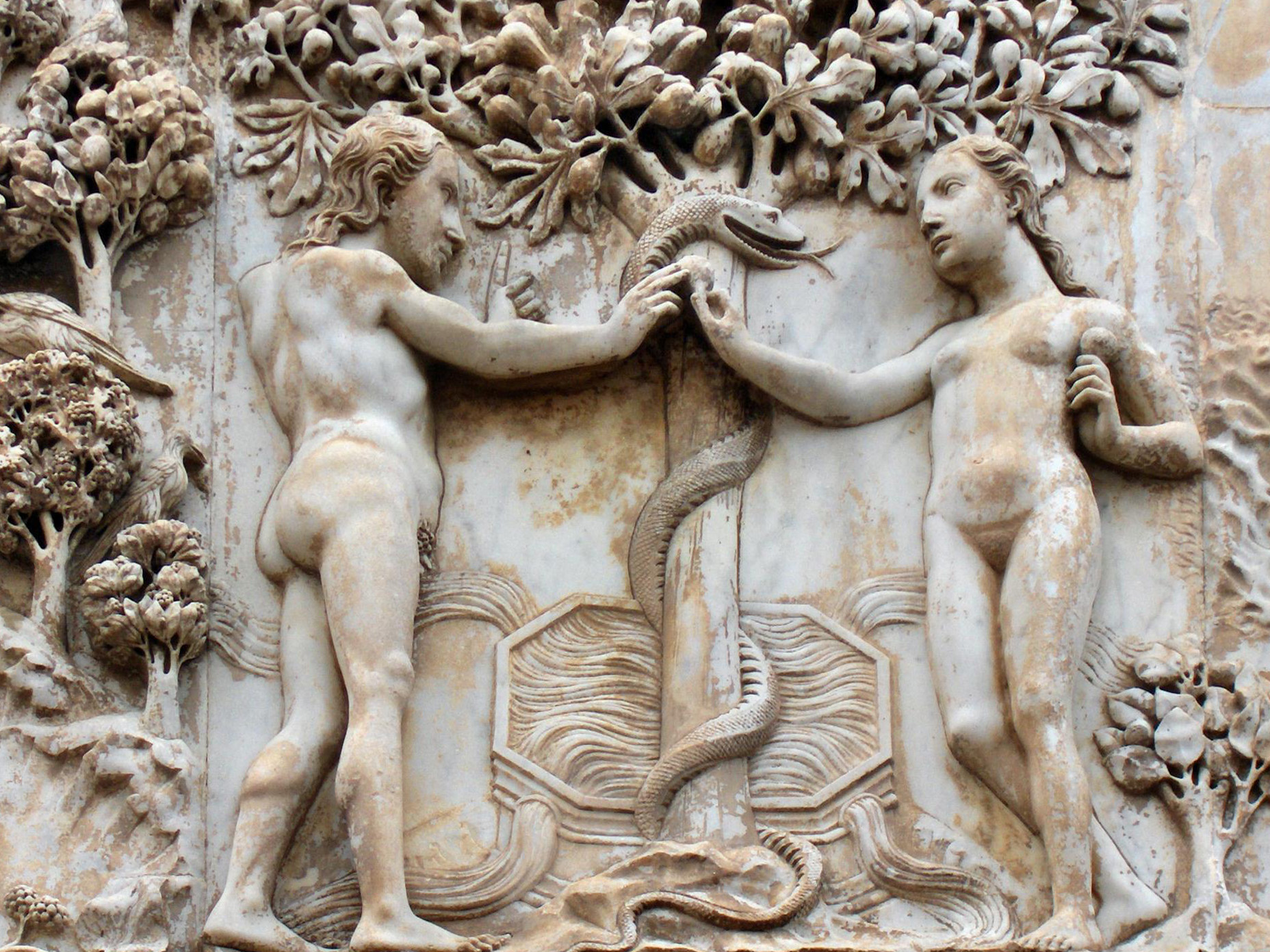
Адам и Ева, фасад собора Орвието (начат в 1310)

### Украшения
Для лучистого стиля характерно появление разнообразных резных и покрытых резьбой украшений как в интерьере, так и в экстерьере. Это шпили, пинакли и вимперги, с помощью которых все линии устремляются вверх. Пинакли на контрфорсах имеют конструктивное значение: они дополнительно нагружают контрфорс, повышая его устойчивость. Наклонные рёбра украшаются краббами, а острые выступы венчают флероны.

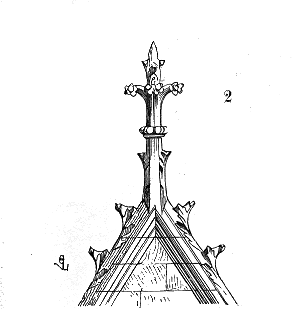
Флерон, XIII в (илл. Виолле-ле-Дюка)
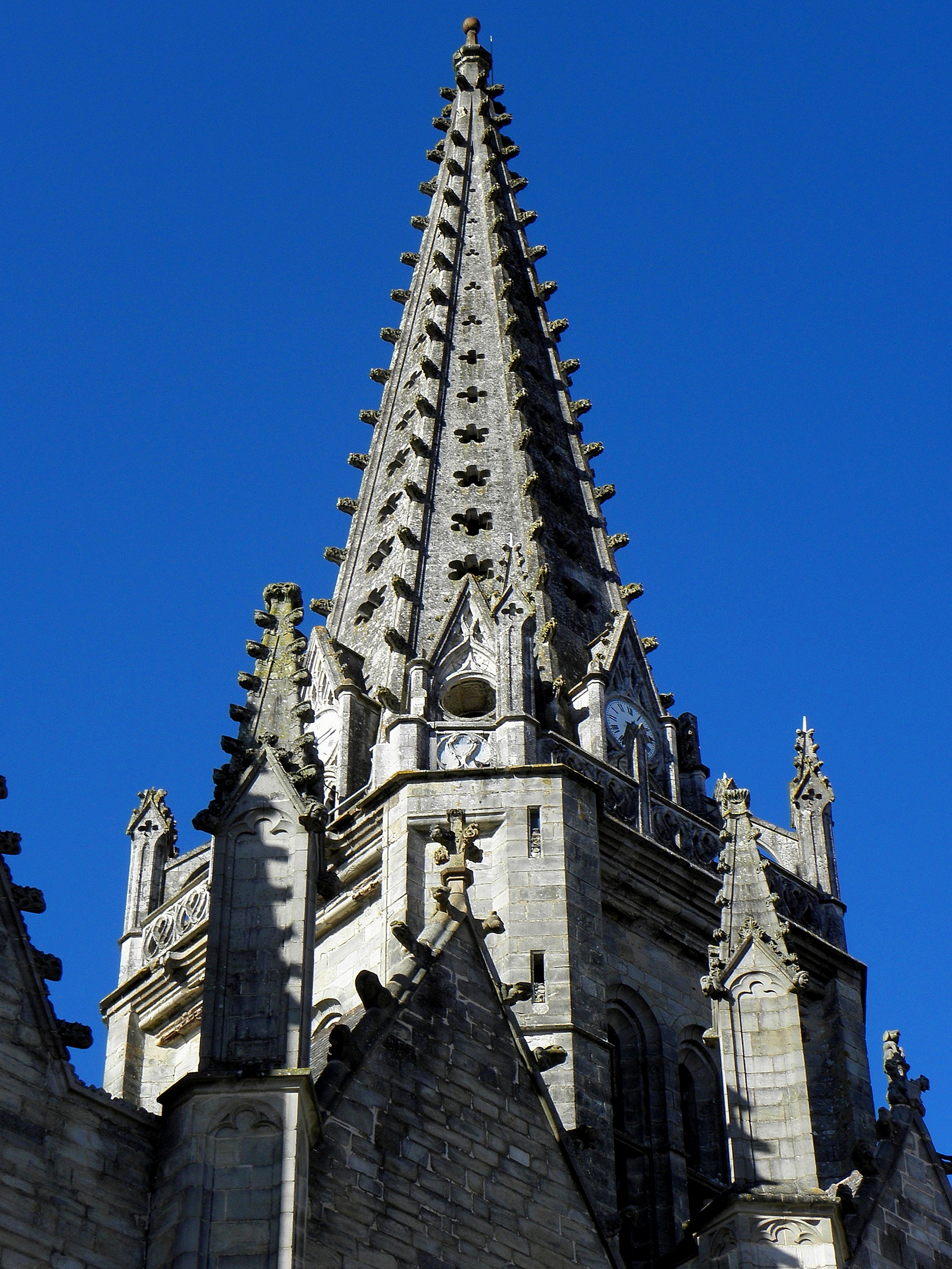
Шпиль с краббами, Нотр-дам де Витре (Брюссель)
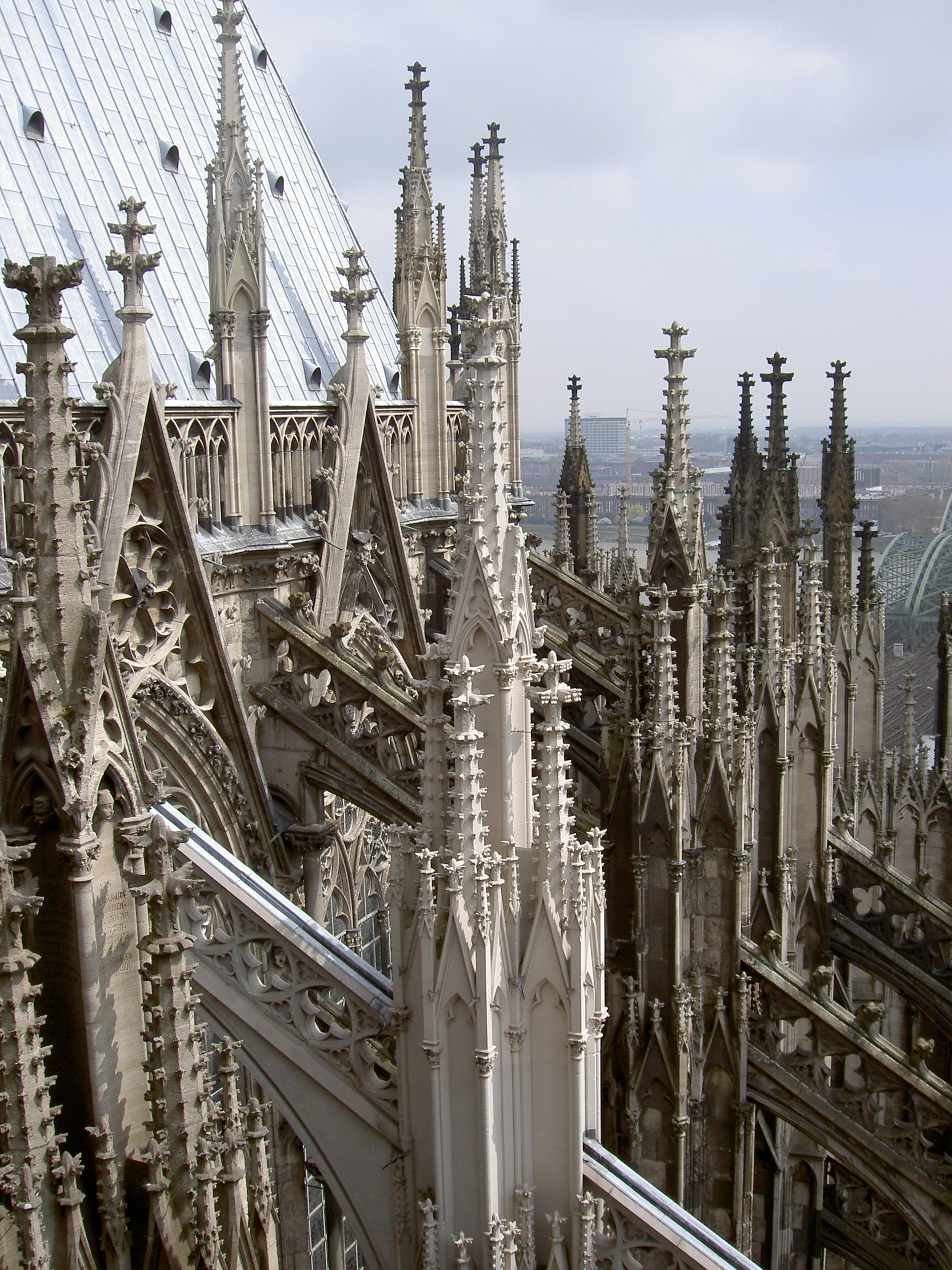
Контрфорсы с пинаклями и вимперги на окнах Кёльнского собора

## Закат
Переход от лучистой готики к пламенеющей (во Франции) был постепенным, и состоял, главным образом, в замене основного мотива узора на S-образную кривую, отчего орнаменты становятся похожими на язычки пламени. Он совпал со Столетней войной, чумой и другими бедствиями XIV века, которые надолго прервали крупномасштабное строительство в Европе, в результате чего развитие архитектуры замедлилось, и лучистый стиль не вышел из моды и в следующем столетии.

## Внешние ссылки
- Галерея изображений на Flickr